# Chicago Bulls
I Chicago Bulls sono una delle 30 franchigie della NBA (National Basketball Association), la principale lega professionistica di pallacanestro degli Stati Uniti d'America e del Canada.

## Storia della franchigia

### Primi anni
I Chicago Bulls sono la terza squadra NBA a Chicago, dopo i Chicago Packers/Zephyrs (ora chiamati Washington Wizards) e i Chicago Stags (1946-1950). La squadra, fondata il 16 gennaio 1966, ha incominciato a giocare nella stagione 1966-67, facendo subito il miglior record come nuova squadra nella storia dell'NBA e qualificandosi per i play-off. Durante le sue prime due stagioni, i Bulls giocarono la maggior parte delle loro partite casalinghe all'International Amphitheatre, prima di trasferirsi al Chicago Stadium. Nel corso degli anni successivi i Bulls riuscirono a organizzarsi e a diventare una squadra competitiva, senza però raggiungere mai la vetta. Durante gli anni settanta, i Bulls erano conosciuti come una squadra dura e con una mentalità difensiva, costruita attorno al forte difensore Jerry Sloan, alle ali Bob Love e Chet Walker, alla guardia tiratrice Norm Van Lier e al centro Tom Boerwinkle. Tuttavia la squadra vinse solamente un titolo della division e non arrivò mai alle Finals.
Dalla fine degli anni '70 e i primi anni ottanta, la squadra toccò il fondo della classifica. Nel 1976 i Bulls acquistarono Artis Gilmore il quale si ritrovò a guidare una squadra che aveva nel suo quintetto giocatori come Reggie Theus, le ali David Greenwood e Orlando Woolridge. Dopo che Gilmore fu scambiato per il centro dei San Antonio Spurs Dave Corzine, i Bulls impiegarono una tattica votata all'attacco il cui perno ruotava attorno a Theus, che presto incluse anche le due guardie Quentin Daly e Ennis Whatley. Tuttavia, gli scarsi risultati portarono i Bulls a cambiare rotta, svincolando Theus nella stagione 1983-84.

### L'inizio dell'era di Michael Jordan

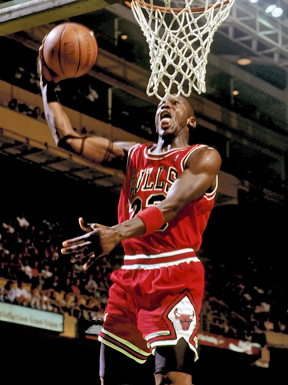
Michael Jordan.

Nell'estate del 1984 la fortuna della squadra cambiò quando i Bulls ricevettero la terza scelta al Draft NBA dopo gli Houston Rockets e Portland Trail Blazers. Dopo che i Rockets scelsero Hakeem Olajuwon e i Blazers presero Sam Bowie, i Bulls si assicurarono la guardia tiratrice Michael Jordan, proveniente dalla University of North Carolina Chapel Hill.
La squadra, con il suo nuovo proprietario Jerry Reinsdorf e il general manager Jerry Krause, decise di ricostruire la squadra attorno a Jordan. Jordan stabilì i record del proprio team, durante il suo anno da rookie, come miglior realizzatore (terzo in tutta la lega) e come numero di palle rubate (quarto in tutta la lega); inoltre trascinò i Bulls ai play-off, prestazione che gli valse il riconoscimento di miglior rookie dell'anno (Rookie of the year) e l'inserimento nel secondo miglior quintetto dell'NBA (All-NBA second team).
Nel dopo stagione la squadra acquistò la guardia tiratrice John Paxson e prese al draft l'ala grande Charles Oakley. Con Jordan e il centro Dave Corzine, essi fornirono la maggior parte dell'attacco dei Bulls nei successivi due anni. Dopo la rottura del piede di Jordan all'inizio della stagione, la squadra comprò la leggenda NBA George Gervin per aiutare l'attacco dei Bulls, cosa che riuscì al giocatore, divenendo il secondo miglior realizzatore della squadra. Jordan tornò per i playoff e prese in mano i Bulls, che si erano qualificati come ottavi, contro i fortissimi Boston Celtics guidati da Larry Bird. Anche se i Bulls furono eliminati, Jordan realizzò un nuovo record, segnando ben 63 punti in gara 2, portando Bird a chiamarlo "Dio travestito da Michael Jordan".
Nella stagione 1986-87 Jordan continuò il suo assalto al libro dei record, primeggiando la classifica con 37,1 punti per partita ed essendo il primo giocatore dei Bulls a essere chiamato nella prima squadra NBA. Nonostante ciò i Bulls furono nuovamente eliminati dai Celtics nei playoff. Nella stagione 1987-88, Krause scelse il centro Olden Polynice, ottava scelta al draft, e l'ala grande Horace Grant, decima scelta al draft, per poi mandare Polynice a Seattle per avere in cambio la quinta scelta, l'ala piccola Scottie Pippen. Con Paxson e Jordan dietro, Brad Sellers e Oakley come ali tiratrici, il forte centro Corzine e i rookie Pippen e Grant in panchina pronti a entrare, i Bulls fecero una grande stagione, vincendo 50 partite e passando alle semifinali della Eastern Conference, dove furono battuti dai futuri campioni della Eastern Conference Detroit Pistons in cinque partite. Nonostante ciò, Jordan fu nominato NBA Most Valuable Player, il primo dei suoi cinque riconoscimenti.
La stagione 1988-89 fu molto intensa sul piano dei trasferimenti. L'ala grande Charles Oakley, che dominò le classifiche come miglior rimbalzista negli anni '87 e '88, venne ceduta ai New York Knicks in cambio del centro Bill Cartwright e la scelta del draft fu usata per il centro Will Perdue. Il nuovo quintetto base formato da Paxson, Jordan, Pippen, Grant e Cartwright ci mise del tempo per trovare il giusto feeling, portando così ai Bulls un numero minore di vittorie rispetto all'anno precedente; arrivarono comunque fino alle finali della Eastern Conference, dove vennero sconfitti dai futuri campioni NBA dei Detroit Pistons.
Nella stagione 1989-90, Jordan fu ancora il primo nella classifica dei migliori marcatori per il quarto anno consecutivo e fece coppia con Scottie Pippen nella prima squadra dell'NBA. Ci fu anche un cambio in panchina, Doug Collins venne rimpiazzato dal suo secondo Phil Jackson, uno specialista dell'attacco a triangolo. Inoltre i Bulls presero i rookie Stacey King e B.J. Armstrong nel draft del 1989. Con questi giocatori in più e il quintetto iniziale degli anni precedenti, i Bulls arrivarono ancora alle finali di Conference e portarono i Pistons a gara 7 prima di essere eliminati per il terzo anno consecutivo.

### Gli anni novanta e il primo three-peat

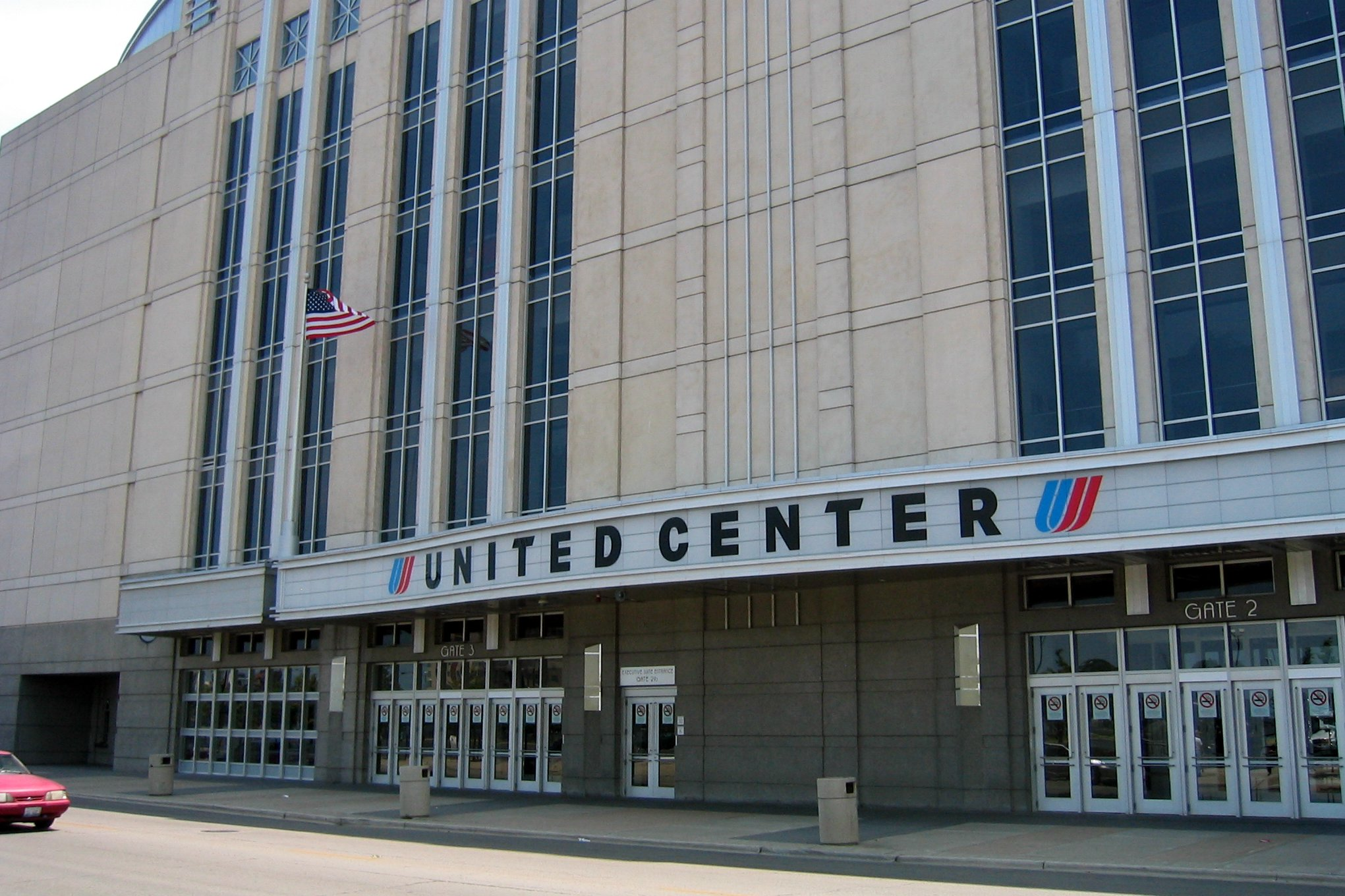
Lo "United Center", l'arena dei Chicago Bulls.

Nella stagione 1990-91, i Bulls ottennero un bottino di 61 vittorie e volarono dritti ai playoff, dove riuscirono a sconfiggere i Pistons nella finale di Conference e vinsero le finali in cinque partite contro i Lakers guidati da Magic Johnson. Michael Jordan vinse il titolo di MVP sia per la stagione regolare sia per i playoff.
I Bulls vinsero il loro secondo titolo consecutivo nella stagione 1991-92 dopo aver battuto un altro record, qualificandosi ai playoff con ben 67 vittorie. Essi prevalsero sui Portland Trail Blazers e il loro giocatore chiave Clyde Drexler in sei partite. Jordan vinse ancora una volta il titolo di MVP sia per la stagione regolare sia per i playoff, il tutto per il secondo anno consecutivo.
Nella stagione 1992-93 i Bulls fecero ciò che nessuna squadra faceva dai tempi dei leggendari Celtics degli anni sessanta conquistando il three-peat battendo l'MVP della regular season Charles Barkley e i Phoenix Suns, con lo storico tiro di John Paxson che diede ai Bulls la vittoria per 99-98 in gara 6 a Phoenix. Jordan fu premiato ancora una volta come MVP delle finali dopo aver segnato il nuovo record di maggior punti per partita realizzati nelle Finals. Inoltre eguagliò il record di Wilt Chamberlain vincendo per sette volte consecutive il titolo di miglior realizzatore.
Durante l'estate, Jordan annunciò il suo ritiro dal mondo del basket, solo nei mesi successivi alla notizia dell'omicidio del padre. I Bulls vennero guidati da Scottie Pippen, il quale si era stabilito come uno dei migliori giocatori della lega. Pippen ricevette un grosso aiuto da Horace Grant e B.J. Armstrong, i quali lo aiutarono a essere nominato tra i possibili MVP della stagione. I tre erano supportati da Cartwright, Perdue, la guardia tiratrice Pete Myers, e il rookie croato Toni Kukoč. Malgrado la buona stagione compiuta dai Bulls con 55 partite vinte, essi furono sconfitti in sette partite dai Knicks al secondo round, dopo un fallo contestato chiamato dall'arbitro Hue Hollins in gara 5 di questa serie.

### Il ritorno di Jordan e il secondo three-peat

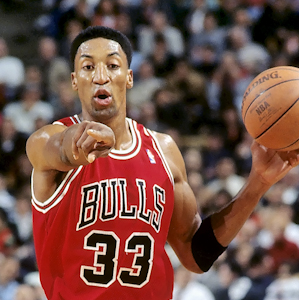
Scottie Pippen.

Nel 1994 i Bulls persero Horace Grant e Bill Cartwright, ma presero la forte guardia tiratrice Ron Harper. I Bulls misero in mostra Armstrong e Harper nelle retrovie, Pippen e Kukoc come ali tiratrici e Perdue come centro. In panchina Chicago aveva inoltre Steve Kerr, Myers, i centri Luc Longley e Bill Wennington. Tuttavia i Bulls non stavano avendo una buona stagione quando il 17 marzo 1995 ricevettero la miglior notizia possibile: Michael Jordan stava ritornando dal suo ritiro. Egli tornò presto il migliore tra i giocatori della lega, segnando 55 punti contro i Knicks già alla sua quinta partita dopo il ritorno, e guidò i Bulls alla loro quinta qualificazione ai playoff, dove batterono gli Charlotte Hornets. Tuttavia Jordan era ancora un po' arrugginito e i Bulls non erano abbastanza forti per battere i futuri campioni della Eastern Conference, gli Orlando Magic che nel loro quintetto avevano giocatori come Horace Grant, Penny Hardaway e Shaquille O'Neal. Quando Jordan ritornò ai Bulls, inizialmente aveva il nº 45 (il quale era il suo numero quando giocava per i Birmingham Barons, una squadra di una lega secondaria legata ai Chicago White Sox). Questo perché dopo il suo ritiro dall'NBA, il suo numero era stato ritirato. Tuttavia Jordan, nel corso della serie di playoff contro Orlando, tornò a giocare con il suo numero 23 ma venne anche multato.
A fine stagione i Bulls perdettero B.J. Armstrong, ma Krause fece un grandissimo affare cedendo Will Perdue ai San Antonio Spurs in cambio di Dennis Rodman, il quale aveva vinto nei quattro anni precedenti il titolo di miglior rimbalzista. Con il quintetto formato da Harper, Jordan, Pippen, Rodman e Longley, con la miglior panchina dell'intera lega formata da Kerr, Kukoc, Wennington e la guardia Randy Brown, i Bulls ebbero un grandissimo balzo in avanti in un solo anno passando da un record di 47 vinte - 35 perse a 72 vinte - 10 perse, il quale rimase record dell'NBA per una stagione di 82 partite, finché i Golden State Warriors nella stagione 2015-2016 lo superarono. Jordan vinse il suo ottavo titolo di miglior realizzatore, e Rodman il suo quinto titolo consecutivo come miglior rimbalzista, mentre Kerr guidava la classifica come miglior tiratore da tre punti. Jordan conquistò così la tripla corona, vincendo il titolo di MVP per la regular season, per l'All Star Game e per la finale. Krause vinse il titolo come miglior esecutivo, Jackson venne premiato come miglior allenatore dell'anno, infine Jordan, Pippen e Rodman vennero inseriti nella squadra dei migliori difensori. I Bulls trionfarono battendono i Seattle SuperSonics e le loro stelle Gary Payton e Shawn Kemp.
La stagione 1996-97 fu eccellente come quella precedente, i Bulls segnarono il secondo record di tutta l'NBA con 69 vittorie e solamente 13 sconfitte, e vinsero il loro quinto titolo battendo John Stockton, Karl Malone e gli Utah Jazz. Jordan guadagnò il suo secondo titolo consecutivo e il nono in totale come miglior realizzatore, mentre Rodman veniva premiato per la sesta volta consecutiva miglior rimbalzista.
I Bulls riuscirono anche a ripetersi vincendo il loro secondo three-peat, chiudendo la regular season con 62 vittorie e vincendo le finali del 1998. Jordan conquistò il suo terzo titolo consecutivo e decimo in totale sempre come miglior realizzatore della lega, oltre alla sua seconda tripla corona. Rodman vinse il suo settimo titolo consecutivo di miglior rimbalzista. I Bulls sconfissero per il secondo anno consecutivo i Jazz. In gara 6, ultima gara della serie finale, Jordan chiuse la partita con un fantastico tiro in sospensione a cinque secondi dalla fine della partita - il suo ultimo tiro per i Chicago Bulls.
Grazie alle immagini di una troupe televisiva della NBA autorizzata per tutto il torneo a seguire dall'interno le vicende della franchigia, questa ultima vittoriosa stagione diventerà protagonista nel 2020 del documentario di Netflix The Last Dance.

### Uno smantellamento drammatico
L'estate del 1998 portò all'era vincente dei Bulls una brusca fine. Krause capì che i Bulls erano una squadra ormai troppo vecchia per competere. Egli decise che l'unica scelta era di ricostruire totalmente la squadra per resistere al declino. Il suo piano era di vendere tutti i giocatori per avere in cambio le prime scelte al draft, pulendo così il salary cap, per fare spazio a delle giovani promesse ancora senza contratto, il tutto nel giro di due anni. Dopo il primo veto imposto dal proprietario Jerry Reinsdorf, Krause cedette Scottie Pippen agli Houston Rockets. Krause non rinnovò il contratto di Phil Jackson dopo il secondo ritiro di Michael Jordan. Egli declinò l'offerta di Dennis Rodman di rinnovo del contratto, scambiando inoltre Luc Longley e Steve Kerr per delle scelte al draft. I Bulls ingaggiarono un nuovo allenatore con nessuna esperienza professionale nel mondo dell'NBA, Tim Floyd, che aveva fatto un buon lavoro alla Iowa State University. Con un nuovo quintetto composto dalla guardia Randy Brown, la guardia tiratrice Ron Harper, il nuovo acquisto Brent Barry come ala piccola, l'ala grande Toni Kukoč e il centro Andrew Lang, la squadra incominciò la stagione 1998-99. Kukoc tentò di trainare la squadra con un grande apporto come realizzatore, rimbalzista e assist man, ma i risultati non furono dei migliori, i Bulls vinsero solo 13 delle 50 partite della regular season.

### Cinque anni difficili
Dopo la triste fine dell'anno precedente, a Chicago arrivò un po' di luce: la squadra vinse la Draft Lottery e il team scelse l'ala grande Elton Brand. I Bulls persero Harper, Brown, Wennington e Barry, ma Brand e il collega rookie Ron Artest presero le redini della squadra, specialmente dopo che Kukoc si infortunò gravemente. Brand segnò un grandissimo record per la storia dei Bulls dai tempi di Artis Gilmore: egli fu primo nella classifica dei rookie per punti segnati, rimbalzi, stoppate, percentuale di canestri segnati e minuti, mentre Artest guidava la classifica dei rookie per palle rubate. Per i suoi sforzi Brand fu nominato Rookie of the Year insieme a Steve Francis degli Houston Rockets e fu inserito nella prima squadra dei rookie; Artest fu invece inserito nella seconda squadra dei rookie dell'NBA. Tutto ciò però non servì a Chicago che chiuse la stagione con un record di 17 vinte e 65 perse, secondo peggior record della lega.
Dopo un'estate dove i Bulls vennero snobbati da tutti i maggiori e minori free agents come Tim Duncan, Grant Hill, Tracy McGrady, Eddie Jones e perfino Tim Thomas, Krause mise sotto contratto il centro free agent Brad Miller e la guardia tiratrice Ron Mercer, al draft invece la scelta dei Bulls cadde sull'ala grande Marcus Fizer e sulla guardia Jamal Crawford. Brand guidò ancora i Bulls, ma i nuovi acquisti fallirono e non riuscirono a dare un maggior impatto a Chicago che concluse la stagione con il record di 15-67.
Krause scioccò i fan dei Chicago Bulls al draft del 2001 quando cedette Brand ai Los Angeles Clippers per la seconda scelta assoluta al draft, Tyson Chandler. Krause scelse Eddy Curry come quarta scelta. Da entrambi i due nuovi giocatori, appena usciti dal college, non ci si aspettava un grande contributo alla squadra, ma venivano visti come potenziali scambi. La squadra si dimenava così senza un vero leader. Così a metà stagione i Bulls cedettero i propri tre migliori realizzatori per l'esperta guardia degli Indiana Pacers Jalen Rose. Ci fu anche un cambio alla guida della squadra, Floyd fu allontanato e al suo posto arrivò il vice-allenatore Bill Cartwright. I Bulls migliorarono il proprio record passando da 15 a 21 vittorie, ma ciò li portò solamente a lottare per l'ultima posizione in classifica.
Per la stagione 2002-03, i Bulls giocarono con molto più ottimismo. La squadra prese il fenomeno dei college Jay Willams come seconda scelta al draft. Rose e Williams fecero subito gruppo con Crawford, Fizer, il nuovo acquisto Donyell Marshall, Curry, Chandler e la guardia Trenton Hassell, formando così un giovane nucleo che migliorò a 30 vinte - 52 perse il record della squadra guidata per il primo anno da Bill Cartwright. Curry si classificò primo per la percentuale di canestri segnati, diventando così il primo giocatore dei Bulls dopo il ritiro definitivo di Jordan a essere primo in questa categoria.
Durante l'estate del 2003, il general manager Jerry Krause si ritirò e il giocatore e annunciatore John Paxson fu scelto come suo successore. Jay Williams si infortunò gravemente dopo un incidente stradale. Il suo contratto fu così sciolto dai Bulls nel febbraio 2004. Paxson scelse il playmaker Kirk Hinrich come settima scelta al draft e mise sotto contratto il veterano e grande ex Scottie Pippen.
Tuttavia la stagione 2003-04 fu una grande delusione, Eddy Curry peggiorò sul piano del gioco e dell'impegno, Tyson Chandler fu colpito da un infortunio alla schiena che lo costrinse a saltare più di trenta partite, l'abilità di Pippen di influenzare il gioco fu peggiorata dai problemi al ginocchio, problemi che lo spinsero al ritiro. Bill Cartwright fu così licenziato a dicembre, al suo posto venne preso l'allenatore dei Suns Scott Skiles. Uno scambio con i Toronto Raptors portò a Chicago Antonio Davis e Jerome Williams in cambio di Rose e Marshall, giocatori nei quali fu visto un maggior apporto alla strategia offensiva di squadra. Dopo aver lottato per tutto il campionato, i Bulls conclusero la stagione con 23 partite vinte e 59 perse, il secondo peggior record della lega. A Crawford e Fizer non vennero prolungati i contratti. Hinrich diventò invece l'idolo della folla, con la sua determinazione e le sue capacità atletiche. Egli venne anche inserito nella prima squadra dei rookie NBA.

### La rinascita
Prima dell'inizio della stagione 2004-05, Paxson diede la propria scelta al draft del 2005 in cambio di una scelta aggiuntiva al draft dell'anno in corso. Egli usò questa scelta per prendere dall'Università del Connecticut la guardia Ben Gordon e dalla Duke University l'ala piccola Luol Deng al primo turno; al secondo turno Paxson invece prese il playmaker Chris Duhon. Paxson mise sotto contratto anche il free agent e ala piccola Andrés Nocioni, il quale aveva recentemente vinto l'oro ai Giochi olimpici con l'Argentina. Dopo un non incoraggiante record iniziale di 0-9, dal dicembre del 2004 i Bulls incominciarono a dare i primi segni di miglioramento, grazie anche alle ottime prestazione dei quattro rookie oltre che Hinrich, Chandler e Curry. I Bulls riuscirono finalmente ad avere un record positivo (numero di vittorie maggiore del numero di sconfitte) alla trentanovesima partita della stagione, vincendo contro gli Atlanta Hawks. Fu la prima volta che i Bulls ebbero un record positivo dal novembre del 2002.
I Bulls finirono la regular season con il terzo miglior record della Eastern Conference e riuscirono così a qualificarsi per i playoff per la prima volta dal 1998. Sfortunatamente Deng e Curry si infortunarono a fine stagione, ciò lasciò i Bulls senza una significativa spinta offensiva. Inoltre i Bulls incontrarono al primo turno dei playoff i Washington Wizards, la squadra dove Jordan giocò quando tornò dal suo secondo ritiro dal mondo dell'NBA. Tuttavia nonostante l'elettrificante partenza dei Bulls che vinsero le prime due partite, gli infortuni si fecero sentire per Chicago che perse le quattro partite successive e quindi la possibilità di passare il turno. Ben Gordon diventò il primo rookie a vincere il titolo di miglior "sesto uomo" e il primo giocatore di Chicago a prendere questo premio dal 1996 quando fu Toni Kukoč a vincerlo. A fine stagione, i Bulls rinnovarono il contratto a Tyson Chandler e inoltre misero sotto contratto le ali grandi Darius Songaila e Malik Allen. Tuttavia Eddy Curry, anche lui un free agent, ha dovuto affrontare dei seri problemi di cuore. Dopo il suo rifiuto a sottoporsi al test del DNA, fu ceduto insieme ad Antonio Davis ai New York Knicks in cambio di Mike Sweetney, Tim Thomas, la scelta dei Knicks al draft e altri giocatori che vennero semplicemente scambiati tra le società per far quadrare il salary-cap. Basti dire che Curry ha continuato a giocare ai Knicks ma senza entusiasmare come fece appena scelto dopo il draft del 2001. I Bulls hanno goduto di un impulso alla fine della stagione 2005-06, vincendo nove delle dieci partite giocate in aprile conquistando così la seconda qualificazione di seguito ai playoff, classificandosi settimi nella Eastern Conference e affrontando i Miami Heat al primo turno.
La stagione 2006-07 si è rivelata per i Bulls decisiva nella riconferma della loro rinascita. Dopo un inizio non esaltante, infatti, la squadra di Chicago ha portato avanti una serie di vittorie strepitosa, durante il trimestre novembre-dicembre-gennaio, in seguito alla quale è riuscita a portarsi al secondo posto nella Central Division, pur senza mai intaccare lo strapotere dei Detroit Pistons. Uno dei grandi protagonisti di questa fase è stato sicuramente il neoacquisto Ben Wallace. La serie positiva ha consentito ai Bulls di ottenere già a fine marzo l'accesso ai playoff, ai quali sono giunti in 5ª posizione, pur risultando statisticamente la terza squadra della Eastern Conference. Ai playoff l'accoppiamento è avvenuto con i Miami Heat, lo stesso dell'anno scorso. I valori in campo però sono cambiati radicalmente, e questo lo hanno confermato le prime quattro partite della serie, vinte tutte dai Bulls, l'ultima delle quali in grande scioltezza, il che ha permesso ai Bulls di eliminare subito, al primo turno, i campioni in carica di Miami. Adesso la squadra si trova ad affrontare i Detroit Pistons, i quali si sono qualificati eliminando egregiamente gli Orlando Magic per 4-0. Le prime tre partite della serie sono state vinte dai Pistons, con gran facilità in particolar modo nei primi due incontri. In molti davano già per spacciati i Bulls, ma la squadra ha saputo reagire bene, con orgoglio e con onore, centrando due vittorie consecutive. In Gara 6 i Bulls non riescono a tenere testa ai vicecampioni in carica della Eastern Conference e perdono la serie 4-2, uscendo comunque dal torneo a testa alta.
Il draft svoltosi a giugno 2007 a New York ha visto i Bulls scegliere come primo elemento Joakim Noah, uno dei protagonisti del back to back dei Florida Gators vincitori dei campionati NCAA 2006 e 2007. Insieme a lui sono entrati nel roster di Chicago anche Aaron Gray e JamesOn Curry.

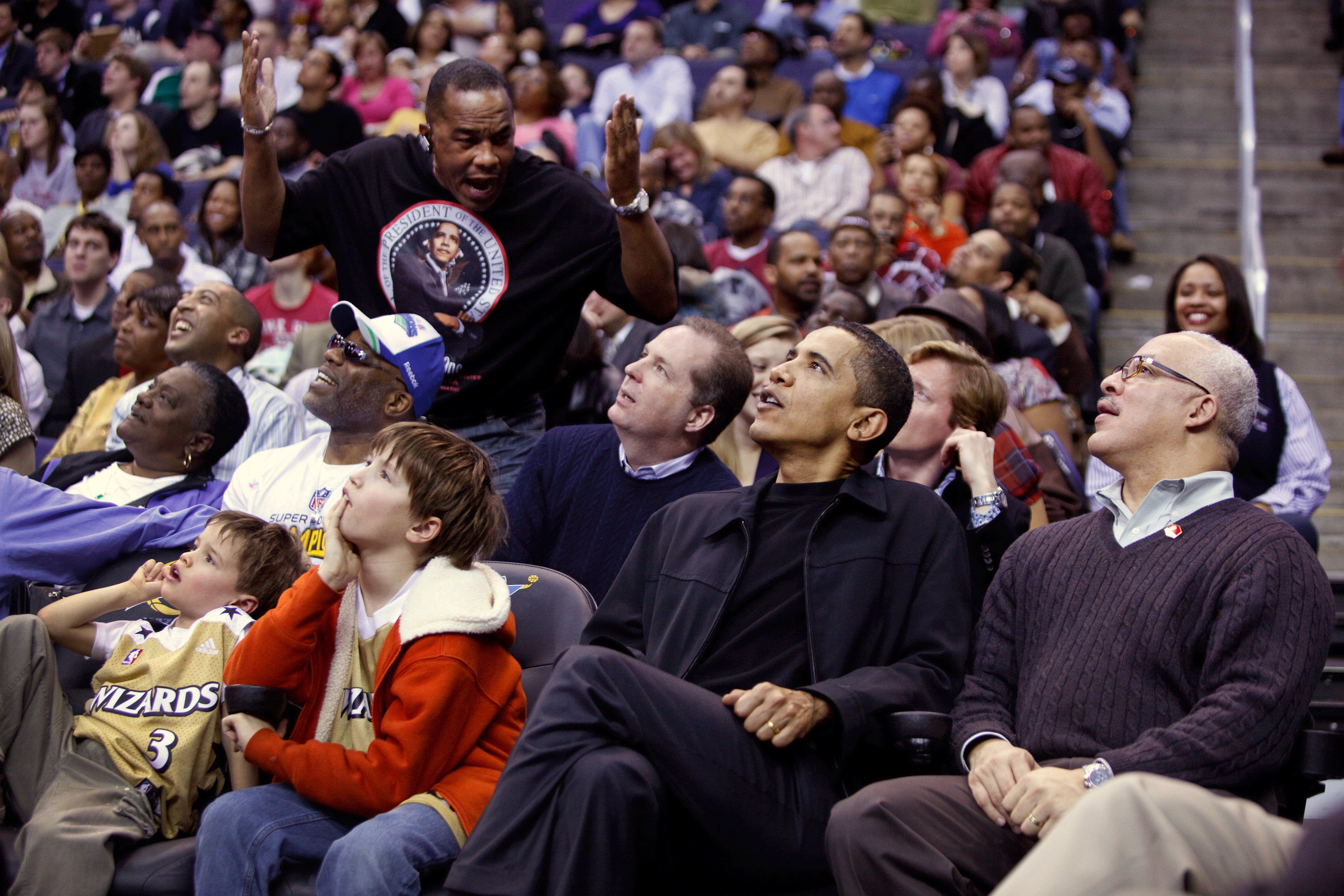
Il presidente Obama assiste a una partita dei Bulls.

### L'era di Derrick Rose
La stagione 2007/08 non è stata fortunata come la precedente per i "Tori" di Chicago, i quali non sono riusciti nemmeno a qualificarsi per i playoff, chiudendo al penultimo posto nella Central Division con 33 vittorie e ben 49 sconfitte. Molti ritengono che il mancato successo sia stato dovuto alla prematura e poco ponderata cessione di Ben Wallace a febbraio 2008.
Tuttavia, proprio grazie alla cattiva stagione, i Bulls possono scegliere con la prima chiamata assoluta al draft. La scelta ricade su Derrick Rose che ha così l'opportunità di giocare per la squadra della sua città natale.

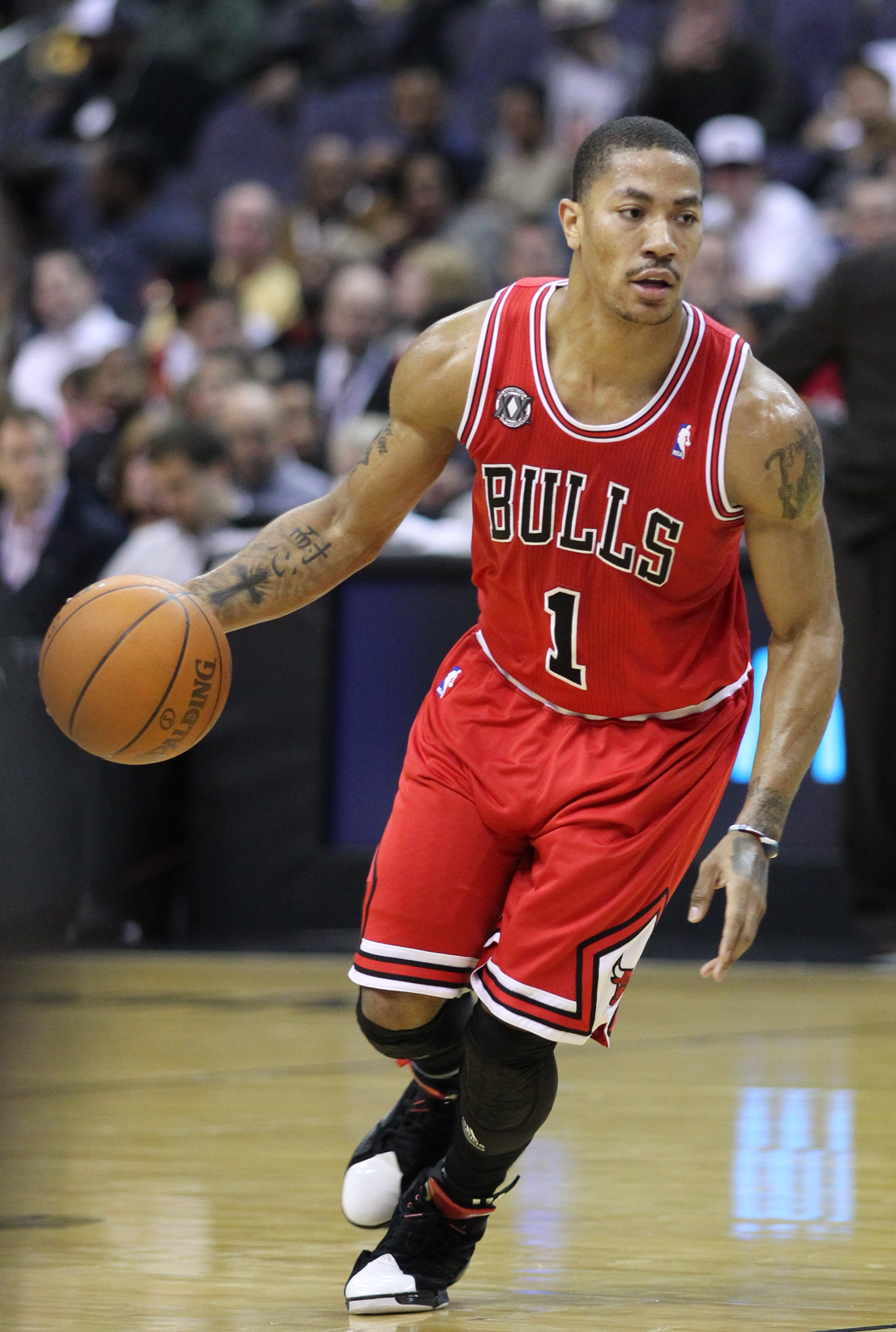
Derrick Rose in azione.

La stagione 2008/09 incomincia decisamente male per la squadra di Chicago, con un parziale 9 sconfitte - 0 vittorie decisamente poco incoraggiante. Tuttavia la ripresa è notevole e la squadra, trascinata dall'ottimo rookie, verso la fine del 2008 si porta in decima posizione nella Eastern Conference. Incomincia così un periodo di alti e bassi, vittorie notevoli seguite da sconfitte inspiegabili, contro formazioni decisamente inferiori. Nel bimestre febbraio-marzo i Chicago Bulls realizzano una gran serie di vittorie, che permette loro, inizialmente, di posizionarsi ottavi a Est, e successivamente di superare anche i Detroit Pistons, giungendo così settimi nella Eastern Conference. I Bulls si qualificano così per i playoff, dove incontrano i Boston Celtics, giunti secondi al termine della "stagione regolare". La serie termina con un rocambolesco 4 - 3 in favore dei Celtics, e questo determina l'eliminazione dei "Tori" di Chicago, che a ogni modo han dato vita a una delle serie più emozionanti degli ultimi anni, mettendo in serissima difficoltà i campioni NBA uscenti.
La stagione 2009-2010 vede tornare i Bulls protagonisti di una buona regular season, nonostante l'addio della guardia tiratrice Ben Gordon, soprattutto nella fase iniziale, in cui la squadra di Chicago riesce a stazionare tra la quarta e la quinta posizione nella Eastern Conference, e al secondo posto nella propria division. In seguito incomincia un periodo altalenante, seguito poi subito da diverse sconfitte, che vede prima scivolare i Bulls di posizione in posizione, fino a causare la perdita, a febbraio, dell'8º posto, necessario per accedere ai playoff. Incomincia così un testa-a-testa con i Toronto Raptors, i quali inizialmente reggono bene, ma nelle ultime 10 partite incassano 8 sconfitte, mentre i Bulls ottengono 7 vittorie e 3 sconfitte. Fondamentale risulta essere lo scontro diretto, vinto dai Chicago Bulls che conquistano l'8º posto a Est, e questo li porta a confrontarsi con i Cleveland Cavaliers di LeBron James. La serie termina 4-1 per la squadra dell'Ohio.
Durante l'estate del 2010 i Bulls cedono Kirk Hinrich per liberare spazio salariale, con l'intento di acquistare uno dei free agent più importanti di quel mercato. Viene acquistato dagli Utah Jazz l'ala grande Carlos Boozer.
E sarà proprio l'innesto di Boozer, nonché il fondamentale apporto di Derrick Rose, vero astro nascente della squadra, a far sì che i Chicago Bulls possano tornare a svolgere un ruolo di fondamentale importanza nella Eastern Conference. Lo dimostra il fatto che già a inizio marzo 2011 i Bulls si sono 'laureati' campioni della Central Division, e in data 08/04/2011, battendo per 93-82 i Cleveland Cavaliers, si sono pure aggiudicati il primato nella rispettiva Conference. Molti tifosi dei Bulls ritengono che quest'anno possa essere quello buono per ottenere il settimo titolo NBA; speranze del tutto giustificate e corroborate dal fatto che meglio dei Bulls non ha fatto nessun'altra squadra.
In seguito alle vittorie nel 1º turno per 4-1 su Indiana Pacers (8° in regular season) e nel 2º turno per 4-2 su Atlanta Hawks (che avevano sconfitto Orlando Magic al 1º turno), i Chicago Bulls riescono ad accedere alle Eastern Conference Finals. Nonostante la partenza brillante allo United Center con il risultato di 103-82 contro Miami Heat, i Bulls vanno sotto 3-1 nella serie. In gara 5 sono scatenati e, anche se la difesa di Miami è di ferro, arrivano a tre minuti dalla fine con un vantaggio di +10. Ma gli Heat hanno la meglio grazie alle triple di Wade, James e alcuni errori di Derrick Rose nonostante abbia fatto una prestazione strabiliante. Il sogno dei Bulls si conclude 83-80 perdendo la possibilità di ritornare alle finali. Comunque Derrick Rose diventa il secondo giocatore dei Bulls (dopo Jordan) e il più giovane di tutta l'NBA a diventare MVP della regular season.
L'anno seguente, nella stagione 2011-2012, i Bulls si impongono ben presto nelle prime posizioni, fino ad agguantare la vetta verso metà campionato a discapito dei Miami Heat di LeBron James (la stagione è ridotta a 66 match a causa del lockout). Nonostante i continui infortuni di Derrick Rose, i Bulls ottengono vittorie convincenti, mettendo a tacere gli Spurs a San Antonio e i Miami Heat per ben due volte. Proprio grazie alla vittoria arrivata contro gli Spurs, i Bulls arrivano a fine campionato col miglior record NBA per il secondo anno consecutivo (50 vittorie e 16 sconfitte), al pari degli Spurs, ma con il vantaggio negli scontri diretti. I Bulls, giunti ai playoff, affrontano i Philadelphia 76ers. Nonostante una super-prestazione in Gara 1 di Derrick Rose (23 punti, 9 assist e 9 rimbalzi) con conseguente vittoria, la star di Chicago si infortuna nel minuto finale della partita lasciando i Bulls senza il loro playmaker per il resto della serie. I 76ers a questo punto vincono le 3 partite successive (viziate anche dall'infortunio di Joakim Noah). I Bulls riescono a vincere Gara 5 in casa, riaccendendo le speranze sul 3-2, ma in Gara 6 i Sixers hanno la meglio di un punto e spediscono a casa definitivamente i "Tori" per l'ennesima volta nella postseason.
In vista della stagione 2012-2013 i Bulls attuano uno smembramento della panchina cedendo tutte le riserve con l'eccezione di Taj Gibson: Marco Belinelli sostituisce Kyle Korver, partito agli Atlanta Hawks, il veterano Nazr Mohammed prende il posto di Omer Asik e a causa del lungo infortunio di Rose e della dipartita di C.J. Watson, vengono ingaggiati l'ex Kirk Hinrich e Nate Robinson; inoltre viene scelto al draft Marquis Teague dall'università di Kentucky.
La stagione procede incolore per i Bulls, che perdono partite molto facili sulla carta ma si prendono molte soddisfazioni, specialmente nell'interrompere la storica serie di 27 vittorie consecutive dei Miami Heat.
I Bulls, privi di Rose per l'intera stagione, trovano in Nate Robinson un trascinatore non da poco, e terminano le ottantadue partite al quinto posto.
Nel primo turno dei playoff, i Bulls incontrano quindi i Nets (che nel frattempo hanno fatto di Brooklyn la nuova e vincente dimora). Passano il turno con la serie che termina solamente a Gara 7 e affrontano gli Heat in semifinale di Conference. Nonostante le eroiche prestazioni di tutta la rosa, ridotta in alcune partite a soli 8 giocatori, e conquistando anche la sorprendente vittoria all'American Airlines Arena in gara 1 per 93-86, i Bulls crollano inevitabilmente e dopo deludenti prestazioni casalinghe (in gara 4 segnano solo 65 punti, di cui 9 nel 3° quarto) venendo eliminati dalla squadra di LeBron James con un severo 4-1.
Durante la stagione 2013/2014, i Bulls fanno a meno dei due trascinatori della passata stagione, Marco Belinelli (approdato agli Spurs) e Nate Robinson (che veste la casacca dei Denver Nuggets). DJ Augustin firma un contratto per i tori della Windy City ed entra subito bene nella rotazione di Tom Thibodeau, mentre Jimmy Butler, già presente in squadra dal 2011, viene promosso guardia titolare. Dopo un inizio un po' sottotono e l'ulteriore infortunio di Derrick Rose, i Bulls conquistano parecchie vittorie e concludono con poco più del 50% dei risultati positivi la stagione regolare, al quarto posto.
Ai playoff incontrano i Washington Wizards di John Wall e Bradley Beal. Dopo una partenza pessima (2-0 subito in casa), i Bulls vincono Gara 3. Nene si fa sospendere e i Bulls, in vista di questa assenza, possono sfruttare la situazione a proprio vantaggio in Gara 4. Tuttavia i Wizards domineranno quella partita e anche la successiva a Chicago, eliminando la squadra di Joakim Noah, nominato "Difensore dell'Anno".
La stagione 2014-15 si rivela ancora positiva per i Bulls, autori di 50 vittorie in regular season a fronte di 32 sconfitte, grazie al nuovo acquisto Pau Gasol e a un ottimo Jimmy Butler (entrambi nominati All Star), i quali conducono la squadra al terzo posto nella Eastern Conference, nonostante la momentanea assenza di Rose a causa di infortuni. Quest'ultimo tornerà in tempo per i playoff, aiutando Chicago a sconfiggere i Milwaukee Bucks al primo turno per 4-2; nel turno successivo i Bulls incontrano i Cleveland Cavaliers di LeBron James e Kyrie Irving, appena arrivati da un netto 4-0 contro i Boston Celtics; la squadra di Chicago si porta subito sull'1-0 ma in gara 2 i Cavaliers pareggiano la serie, così nella partita successiva allo United Center i Bulls strappano un'altra vittoria grazie a un tiro da tre di Derrick Rose sulla sirena. I Cavaliers vinceranno le successive tre partite, grazie alle prestazioni di James, eliminando così la squadra di Chicago.
In estate l'allenatore Tom Thibodeau viene rimpiazzato da Fred Hoiberg.

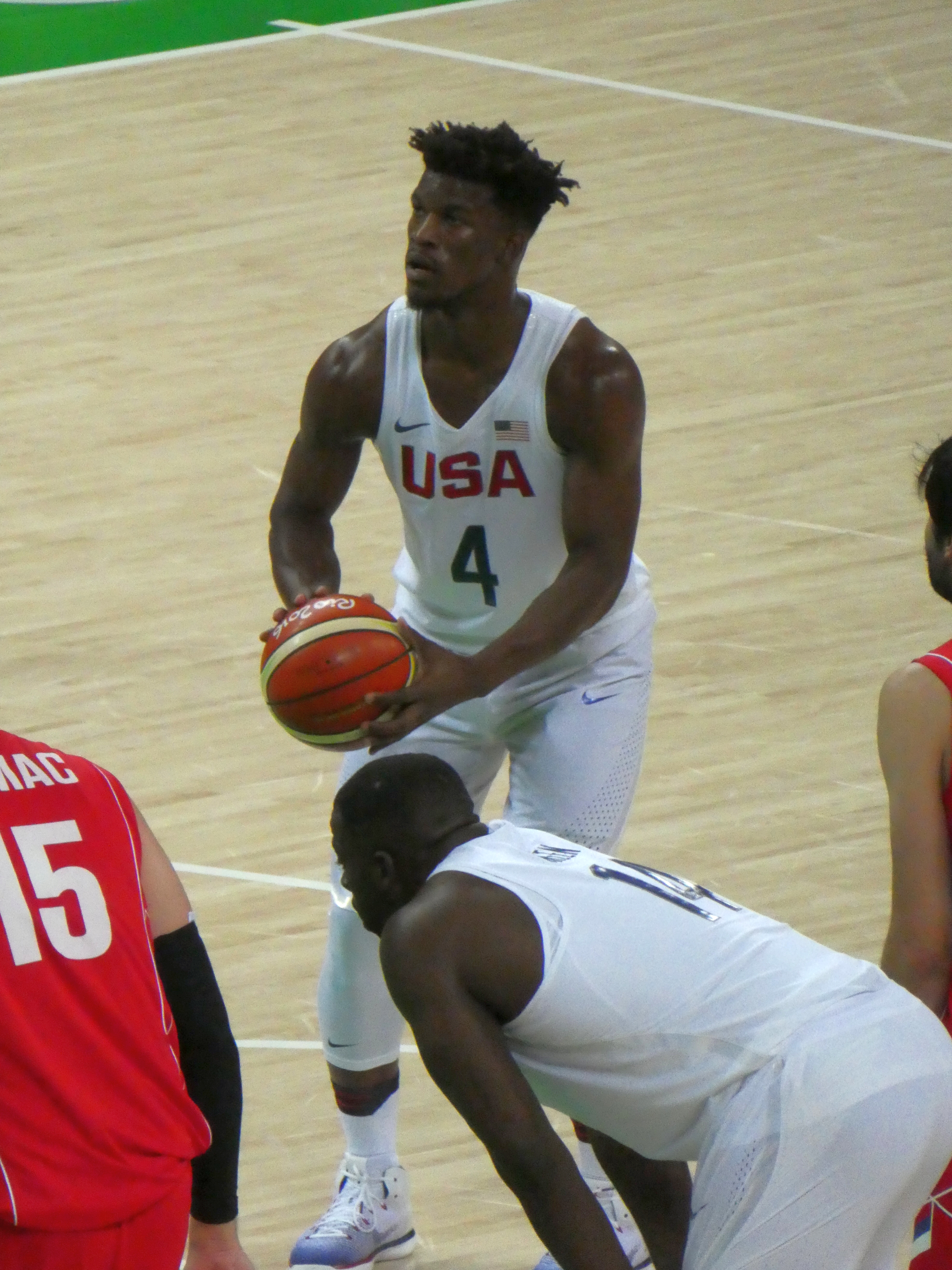
Jimmy Butler con gli Stati Uniti alle olimpiadi di Rio de Janeiro 2016.

La stagione 2015-16 parte bene, grazie all'apporto di Jimmy Butler autore di una performance di 40 punti in soli due quarti (record di franchigia) e alla presenza di Gasol sotto canestro, che permettono di mantenere i Bulls al quarto posto a est a metà stagione, nonostante le assenze di Rose e Noah, costretti a diversi stop a causa di vari infortuni. Successivamente anche Butler è colpito da un problema alla gamba, che lo obbliga a saltare l'All Star Game, così i Bulls scendono al nono posto a est, non sufficiente per raggiungere i playoff; Rose e Butler ritorneranno nel finale di stagione, ma non riusciranno a riportare i Bulls in zona playoff, per la prima volta dopo otto anni.

### 2016-2017: dopo Derrick Rose
Il 22 giugno 2016, Derrick Rose e Justin Holiday, insieme a una scelta del secondo round del draft 2017, sono stati scambiati con il centro dei New York Knicks, Robin Lopez, e le guardie Jerian Grant e José Calderón, successivamente scambiati con i Los Angeles Lakers. Il 7 luglio, i Bulls hanno annunciato la firma del sostituto di Rose, la guardia Rajon Rondo. Il 15 luglio, i Bulls mettono sotto contratto il nativo di Chicago, Dwyane Wade. Il 17 ottobre 2016, i Bulls hanno acquisito il debuttante dell'anno 2014, Michael Carter-Williams in cambio di Tony Snell. Il 23 febbraio 2017, Taj Gibson e Doug McDermott, insieme a una scelta del secondo round del draft 2018, sono stati scambiati per la guardia Cameron Payne in arrivo dai Thunder di Oklahoma City, la guardia tiratrice Anthony Morrow e il centro Joffrey Lauvergne. 
I Bulls hanno conquistato l'ottavo posto nei playoff 2017 dopo aver vinto sette delle loro ultime dieci partite e terminato la stagione con un record di 41–41. Nel primo turno la squadra raggiunge un vantaggio iniziale di 2-0 contro i Boston Celtics, ma i Boston vinceranno le successive quattro partite e alla fine Chicago perderà la serie.

### 2017-2021: ricostruzione
Il 22 giugno 2017, Jimmy Butler, è stato scambiato con i Minnesota Timberwolves con Zach LaVine, Kris Dunn e la prima scelta dei Minnesota del 2017, che i Bulls hanno usato per selezionare Lauri Markkanen. Inoltre, il 27 giugno, i Bulls non hanno fatto un'offerta valida a Michael Carter-Williams, permettendogli di entrare in free agency senza restrizioni. Il 30 giugno Rajon Rondo e Isaiah Canaan sono stati esclusi dalla squadra. Il 10 luglio 2017, Justin Holiday è tornato ai Bulls firmando un contratto di 2 anni da $9 milioni. Il 24 settembre 2017, secondo quanto riferito, Dwyane Wade e i Bulls hanno concordato una buonuscita per il periodo rimanente del suo contratto. Adrian Wojnarowski ha riferito che Wade ha restituito $8 milioni del suo contratto da $23,2 milioni come parte dell'accordo.
Il 17 ottobre 2017, scoppia una rissa in allenamento tra Bobby Portis e Nikola Mirotić, che ha subito una commozione cerebrale e la rottura di due ossa della faccia. Portis è stato sospeso per otto partite per il suo ruolo nell'alterco e Mirotić ha perso 23 partite. Il 1º febbraio 2018, i Bulls hanno scambiato Mirotić e una scelta del draft per il secondo turno con i Pelicans di New Orleans in cambio di una scelta al draft al primo turno e Ömer Aşık, Tony Allen e Jameer Nelson. I Bulls termineranno la stagione con un record di 27–55.
Il 21 giugno 2018, i Bulls hanno scelto Wendell Carter con la settima scelta e con la ventiduesima grazie allo scambio con i New Orleans Pelicans hanno scelto Chandler Hutchison. L'8 luglio, i Bulls pareggiano un'offerta che Zach LaVine ha ricevuto dai Sacramento Kings per un contratto quadriennale da $78 milioni. Il 14 luglio, il team ha firmato un contratto biennale da 40$ milioni con Jabari Parker dopo che il direttore generale dei Milwaukee Bucks, Jon Horst, ha rimosso i limiti sulle offerte e rendendolo un free agent. Parte dell'accordo di Parker ha dato ai Bulls un'opzione di squadra per il secondo anno. Il 3 dicembre, i Bulls hanno licenziato l'allenatore Hoiberg dopo che la squadra ha iniziato la stagione 2018-19 con un record di 5-19 e ha promosso il suo assistente Jim Boylen come allenatore. Il 3 gennaio 2019, i Bulls hanno scambiato Justin Holiday con i Memphis Grizzlies in cambio di MarShon Brooks, Wayne Selden Jr. e le scelte del secondo turno del 2019 e 2020. MarShon Brooks e Cameron Payne sono stati successivamente esclusi. Il 6 febbraio, il team ha scambiato Bobby Portis, Jabari Parker e una scelta al draft nel secondo turno del 2023 in favore dei Washington Wizards in cambio di Otto Porter. Dopo una stagione piena di infortuni, cambio di allenatore e scambi, i Bulls hanno chiuso con un record di 22–60 mancando i playoff per il secondo anno consecutivo.
Il 20 giugno 2019, Bulls hanno selezionato Coby White con la settima scelta assoluta e Daniel Gafford con la trentottesima scelta al secondo turno. Durante l'offseason la squadra ha firmato con il veterano Tomas Satoransky e Thaddeus Young.
Il 22 settembre 2020, i Bulls hanno assunto Billy Donovan come capo allenatore in precedenza agli Oklahoma City Thunder. Nella stagione 2019-20, caratterizzata da un lungo periodo di stop come conseguenza della Pandemia di COVID-19 del 2020 negli Stati Uniti d'America i Bulls chiudono con un record di 22 vittorie e 43 sconfitte chiudendo la stagione all'11º posto della Eastern Conference. 
Il 29 luglio 2021, i Bulls selezionano Ayo Dosunmu con la 38ª scelta al secondo round e il 2 agosto 2021, scambiano Tomas Satoransky, Garrett Temple, pick and cash del secondo round 2024 con i New Orleans Pelicans per Lonzo Ball. Lo stesso giorno, i Bulls mettono sotto contratto da free agent e campione NBA 2020 Alex Caruso dopo che lui e i Los Angeles Lakers non sono riusciti a raggiungere un accordo. Nel segno della ricostruzione pre-stagione, l'11 agosto Chicago annuncia uno scambio che comprende Thaddeus Young, Al-Farouq Aminu, una scelta al primo turno e al secondo turno ai San Antonio Spurs in cambio DeMar DeRozan. Nonostante gli acquisti e i rinforzi nella stagione 2020-21 chiudono all'11º posto totalizzando 31 vittorie e 41 sconfitte, mancando i playoff per il quarto anno consecutivo.

### 2021-presente: ritorno ai playoff
Nella stagione 2021-2022 concludono la regular season al 6º posto della Eastern Conference con il record di 46 vittorie e 36 sconfitte centrando i playoff dopo quattro anni di assenza e nonostante i numerosi infortuni che hanno tenuto fuori dal campo per numerose partite sia Zach Lavine che Lonzo Ball. Nei playoff perdono il primo turno 4-1 contro i Milwaukee Bucks. Il 25 maggio Zach Lavine si sottopone a un intervento al ginocchio sinistro.
Il 23 giugno 2022, i Bulls selezionano Dalen Terry con la 18 scelta. Il 7 luglio, i Bulls rinnovano Zach Lavine con un contratto quinquennale da $ 215,2 milioni di dollari, rendendo questo contratto il più dispendioso firmato nella storia dei Bulls. Intanto, Lonzo Ball si sottopone a un secondo intervento chirurgico al ginocchio a fine settembre. Il 14 ottobre, poco prima dell'inizio della nuova stagione ingaggiano Kostas Antetokounmpo fratello di Giannis.

## Arene di gioco
- International Amphitheatre (1966–1967)
- Chicago Stadium (1967–94)
- United Center (1994–presente)

## Squadra attuale
| \| Pos. \| Num. \| Naz. \| Nome \| Altezza \| Peso \| Data nascita \| Provenienza \| \| ---- \| ---- \| ---- \| -------------------- \| ------- \| ------ \| ------------ \| ------------------- \| \| P \| 0 \| \| White, Coby \| 193 cm \| 88 kg \| 16-02-2000 \| North Carolina \| \| P \| 3 \| \| Giddey, Josh \| 202 cm \| 93 kg \| 10-10-2002 \| NBA Global Academy \| \| P \| 5 \| \| Carter, Jevon \| 185 cm \| 91 kg \| 14-09-1995 \| West Virginia \| \| C \| 7 \| \| Smith, Jalen \| 208 cm \| 98 kg \| 16-03-2000 \| Maryland \| \| C \| 9 \| \| Vučević, Nikola \| 208 cm \| 118 kg \| 24-10-1990 \| Southern California \| \| P \| 11 \| \| Dosunmu, Ayo \| 193 cm \| 91 kg \| 17-01-2000 \| Illinois \| \| AG/C \| 12 \| \| Collins, Zach \| 211 cm \| 113 kg \| 19-11-1997 \| Gonzaga \| \| G/AP \| 13 \| \| Huerter, Kevin \| 201 cm \| 88 kg \| 27-08-1998 \| Maryland \| \| AG \| 14 \| \| Buzelis, Matas \| 208 cm \| 95 kg \| 13-10-2004 \| Sunrise Christian \| \| AP \| 15 \| \| Phillips, Julian \| 203 cm \| 90 kg \| 05-11-2003 \| Tennessee \| \| P \| 17 \| \| Young, Jahmir \| 185 cm \| 84 kg \| 07-10-2000 \| Maryland \| \| AP \| 20 \| \| Miller, Emanuel \| 198 cm \| 98 kg \| 19-06-2000 \| Texas Christian \| \| G \| 22 \| \| Horton-Tucker, Talen \| 193 cm \| 106 kg \| 25-11-2000 \| Iowa State \| \| AG \| 24 \| \| Essengue, Noa \| 208 cm \| 93 kg \| 18-12-2006 \| Ratiopharm Ulm \| \| G \| 25 \| \| Terry, Dalen \| 201 cm \| 88 kg \| 12-07-2002 \| Arizona \| \| G \| 30 \| \| Jones, Tre \| 185 cm \| 84 kg \| 08-01-2000 \| Duke \| \| AG \| 32 \| \| Liddell, E.J. \| 201 cm \| 109 kg \| 18-12-2000 \| Ohio State \| \| AP \| 44 \| \| Williams, Patrick \| 201 cm \| 98 kg \| 26-08-2001 \| Florida State \| \| AG/C \| 47 \| \| Olbrich, Lachlan \| 208 cm \| 107 kg \| 30-12-2004 \| Australia \| \| G \| \| \| Okoro, Isaac \| 198 cm \| 102 kg \| 26-01-2001 \| Auburn \| | Allenatore - Billy Donovan Assistente/i - John Bryant - Maurice Cheeks - Damian Cotter - Chris Fleming - Josh Longstaff - Billy Schmidt Legenda - (C) Capitano - (FA) Free agent - (S) Sospeso - (TW) Contratto Two-way - (GL) Assegnato a squadra G League affiliata - (SD) Scelto al Draft - Infortunato Roster • Transazioni · Ultima transazione: 27 giugno 2025 |                        |                      |         |        |              |                     |
| Pos. | Num. | Naz.                   | Nome                 | Altezza | Peso   | Data nascita | Provenienza         |
| P | 0 | Stati Uniti (bandiera) | White, Coby          | 193 cm  | 88 kg  | 16-02-2000   | North Carolina      |
| P | 3 | Australia (bandiera)   | Giddey, Josh         | 202 cm  | 93 kg  | 10-10-2002   | NBA Global Academy  |
| P | 5 | Stati Uniti (bandiera) | Carter, Jevon        | 185 cm  | 91 kg  | 14-09-1995   | West Virginia       |
| C | 7 | Stati Uniti (bandiera) | Smith, Jalen         | 208 cm  | 98 kg  | 16-03-2000   | Maryland            |
| C | 9 | Montenegro (bandiera)  | Vučević, Nikola      | 208 cm  | 118 kg | 24-10-1990   | Southern California |
| P | 11 | Stati Uniti (bandiera) | Dosunmu, Ayo         | 193 cm  | 91 kg  | 17-01-2000   | Illinois            |
| AG/C | 12 | Stati Uniti (bandiera) | Collins, Zach        | 211 cm  | 113 kg | 19-11-1997   | Gonzaga             |
| G/AP | 13 | Stati Uniti (bandiera) | Huerter, Kevin       | 201 cm  | 88 kg  | 27-08-1998   | Maryland            |
| AG | 14 | Lituania (bandiera)    | Buzelis, Matas       | 208 cm  | 95 kg  | 13-10-2004   | Sunrise Christian   |
| AP | 15 | Stati Uniti (bandiera) | Phillips, Julian     | 203 cm  | 90 kg  | 05-11-2003   | Tennessee           |
| P | 17 | Stati Uniti (bandiera) | Young, Jahmir        | 185 cm  | 84 kg  | 07-10-2000   | Maryland            |
| AP | 20 | Canada (bandiera)      | Miller, Emanuel      | 198 cm  | 98 kg  | 19-06-2000   | Texas Christian     |
| G | 22 | Stati Uniti (bandiera) | Horton-Tucker, Talen | 193 cm  | 106 kg | 25-11-2000   | Iowa State          |
| AG | 24 | Francia (bandiera)     | Essengue, Noa        | 208 cm  | 93 kg  | 18-12-2006   | Ratiopharm Ulm      |
| G | 25 | Stati Uniti (bandiera) | Terry, Dalen         | 201 cm  | 88 kg  | 12-07-2002   | Arizona             |
| G | 30 | Stati Uniti (bandiera) | Jones, Tre           | 185 cm  | 84 kg  | 08-01-2000   | Duke                |
| AG | 32 | Stati Uniti (bandiera) | Liddell, E.J.        | 201 cm  | 109 kg | 18-12-2000   | Ohio State          |
| AP | 44 | Stati Uniti (bandiera) | Williams, Patrick    | 201 cm  | 98 kg  | 26-08-2001   | Florida State       |
| AG/C | 47 | Australia (bandiera)   | Olbrich, Lachlan     | 208 cm  | 107 kg | 30-12-2004   | Australia           |
| G | | Stati Uniti (bandiera) | Okoro, Isaac         | 198 cm  | 102 kg | 26-01-2001   | Auburn              |

## Record stagione per stagione
| Campione NBA | Campione di Conference | Campione di Division |

| Stagione                 | V    | P    | %    | Playoff | Risultati                                                                                   |
| ------------------------ | ---- | ---- | ---- | --- | ------------------------------------------------------------------------------------------- |
| Chicago Bulls            |      |      |      | |                                                                                             |
| 1966-67                  | 33   | 49   | 40,7 | Perdono le semifinali di Division                                                                                | St. Louis 3, Chicago 0                                                                      |
| 1967-68                  | 29   | 53   | 35,4 | Perdono le semifinali di Division                                                                                | LA Lakers 4, Chicago 1                                                                      |
| 1968-69                  | 33   | 49   | 40,2 | |                                                                                             |
| 1969-70                  | 39   | 43   | 47,6 | Perdono le semifinali di Division                                                                                | Atlanta 4, Chicago 0                                                                        |
| 1970-71                  | 51   | 31   | 62,2 | Perdono le semifinali di Conference                                                                              | LA Lakers 4, Chicago 3                                                                      |
| 1971-72                  | 57   | 25   | 69,5 | Perdono le semifinali di Conference                                                                              | LA Lakers 4, Chicago 0                                                                      |
| 1972-73                  | 51   | 31   | 62,2 | Perdono le semifinali di Conference                                                                              | LA Lakers 4, Chicago 3                                                                      |
| 1973-74                  | 54   | 28   | 65,9 | Vincono le semifinali di Conference Perdono le finali di Conference                                              | Chicago 4, Detroit 3 Milwaukee 4, Chicago 0                                                 |
| 1974-75                  | 47   | 35   | 57,3 | Vincono le semifinali di Conference Perdono le finali di Conference                                              | Chicago 4, Kansas City-Omaha 2 Golden State 4, Chicago 3                                    |
| 1975-76                  | 24   | 58   | 29,3 | |                                                                                             |
| 1976-77                  | 44   | 38   | 53,7 | Perdono il Primo turno                                                                                           | Portland 2, Chicago 1                                                                       |
| 1977-78                  | 42   | 40   | 48,8 | |                                                                                             |
| 1978-79                  | 31   | 51   | 37,8 | |                                                                                             |
| 1979-80                  | 30   | 52   | 36,6 | |                                                                                             |
| 1980-81                  | 45   | 37   | 54,9 | Vincono il Primo turno Perdono le semifinali di Conference                                                       | Chicago 2, New York 0 Boston 4, Chicago 0                                                   |
| 1981-82                  | 34   | 48   | 41,5 | |                                                                                             |
| 1982-83                  | 28   | 54   | 34,1 | |                                                                                             |
| 1983-84                  | 27   | 55   | 32,9 | |                                                                                             |
| 1984-85                  | 38   | 44   | 46,3 | Perdono il Primo turno                                                                                           | Milwaukee 3, Chicago 1                                                                      |
| 1985-86                  | 30   | 52   | 36,6 | Perdono il Primo turno                                                                                           | Boston 3, Chicago 0                                                                         |
| 1986-87                  | 40   | 42   | 48,8 | Perdono il Primo turno                                                                                           | Boston 3, Chicago 0                                                                         |
| 1987-88                  | 50   | 32   | 61,0 | Vincono il Primo turno Perdono le semifinali di Conference                                                       | Chicago 3, Cleveland 2 Detroit 4, Chicago 1                                                 |
| 1988-89                  | 47   | 35   | 57,3 | Vincono il Primo turno Vincono le semifinali di Conference Perdono le finali di Conference                       | Chicago 3, Cleveland 2 Chicago 4, New York 2 Detroit 4, Chicago 2                           |
| 1989-90                  | 55   | 27   | 67,1 | Vincono il Primo turno Vincono le semifinali di Conference Perdono le finali di Conference                       | Chicago 3, Milwaukee 1 Chicago 4, Philadelphia 1 Detroit 4, Chicago 3                       |
| 1990-91                  | 61   | 21   | 74,4 | Vincono il Primo turno Vincono le semifinali di Conference Vincono le finali di Conference Vincono le finali NBA | Chicago 3, New York 0 Chicago 4, Philadelphia 1 Chicago 4, Detroit 0 Chicago 4, LA Lakers 1 |
| 1991-92                  | 67   | 15   | 81,7 | Vincono il Primo turno Vincono le semifinali di Conference Vincono le finali di Conference Vincono le finali NBA | Chicago 3, Miami 0 Chicago 4, New York 3 Chicago 4, Cleveland 2 Chicago 4, Portland 2       |
| 1992-93                  | 57   | 25   | 69,5 | Vincono il Primo turno Vincono le semifinali di Conference Vincono le finali di Conference Vincono le finali NBA | Chicago 3, Atlanta 0 Chicago 4, Cleveland 0 Chicago 4, New York 2 Chicago 4, Phoenix 2      |
| 1993-94                  | 55   | 27   | 67,1 | Vincono il Primo turno Perdono le semifinali di Conference                                                       | Chicago 3, Cleveland 0 New York 4, Chicago 3                                                |
| 1994-95                  | 47   | 35   | 57,3 | Vincono il Primo turno Perdono le semifinali di Conference                                                       | Chicago 3, Charlotte 1 Orlando 4, Chicago 2                                                 |
| 1995-96                  | 72   | 10   | 87,8 | Vincono il Primo turno Vincono le semifinali di Conference Vincono le finali di Conference Vincono le finali NBA | Chicago 3, Miami 0 Chicago 4, New York 1 Chicago 4, Orlando 0 Chicago 4, Seattle 2          |
| 1996-97                  | 69   | 13   | 84,1 | Vincono il Primo turno Vincono le semifinali di Conference Vincono le finali di Conference Vincono le finali NBA | Chicago 3, Washington 0 Chicago 4, Atlanta 1 Chicago 4, Miami 1 Chicago 4, Utah 2           |
| 1997-98                  | 62   | 20   | 75,6 | Vincono il Primo turno Vincono le semifinali di Conference Vincono le finali di Conference Vincono le finali NBA | Chicago 3, New Jersey 0 Chicago 4, Charlotte 1 Chicago 4, Indiana 3 Chicago 4, Utah 2       |
| 1998-99                  | 13   | 37   | 26,0 | |                                                                                             |
| 1999-00                  | 17   | 65   | 20,7 | |                                                                                             |
| 2000-01                  | 15   | 67   | 18,3 | |                                                                                             |
| 2001-02                  | 21   | 61   | 25,6 | |                                                                                             |
| 2002-03                  | 30   | 52   | 36,6 | |                                                                                             |
| 2003-04                  | 23   | 59   | 28,0 | |                                                                                             |
| 2004-05                  | 47   | 35   | 57,3 | Perdono il Primo turno                                                                                           | Washington 4, Chicago 2                                                                     |
| 2005-06                  | 41   | 41   | 50,0 | Perdono il Primo turno                                                                                           | Miami 4, Chicago 2                                                                          |
| 2006-07                  | 49   | 33   | 59,8 | Vincono il Primo turno Perdono le semifinali di Conference                                                       | Chicago 4, Miami 0 Detroit 4, Chicago 2                                                     |
| 2007-08                  | 33   | 49   | 40,2 | |                                                                                             |
| 2008-09                  | 41   | 41   | 50,0 | Perdono il Primo turno                                                                                           | Boston 4, Chicago 3                                                                         |
| 2009-10                  | 41   | 41   | 50,0 | Perdono il Primo turno                                                                                           | Cleveland 4, Chicago 1                                                                      |
| 2010-11                  | 62   | 20   | 75,6 | Vincono il Primo turno Vincono le semifinali di Conference Perdono le finali di Conference                       | Chicago 4, Indiana 1 Chicago 4, Atlanta 2 Miami 4, Chicago 1                                |
| 2011-12                  | 50   | 16   | 75,8 | Perdono il Primo turno                                                                                           | Philadelphia 4, Chicago 2                                                                   |
| 2012-13                  | 45   | 37   | 54,9 | Vincono il Primo turno Perdono le semifinali di Conference                                                       | Chicago 4, Brooklyn 3 Miami 4, Chicago 1                                                    |
| 2013-14                  | 48   | 34   | 58,5 | Perdono il Primo turno                                                                                           | Washington 4, Chicago 1                                                                     |
| 2014-15                  | 50   | 32   | 60,9 | Vincono il Primo turno Perdono le semifinali di Conference                                                       | Chicago 4, Milwaukee 2 Cleveland 4, Chicago 2                                               |
| 2015-16                  | 42   | 40   | 51,2 | |                                                                                             |
| 2016-17                  | 41   | 41   | 50,0 | Perdono il Primo turno                                                                                           | Boston 4, Chicago 2                                                                         |
| 2017-18                  | 27   | 55   | 32,9 | |                                                                                             |
| 2018-19                  | 22   | 60   | 26,8 | |                                                                                             |
| 2019-20                  | 22   | 43   | 29,9 | |                                                                                             |
| 2020-21                  | 31   | 41   | 43,1 | |                                                                                             |
| 2021-22                  | 46   | 36   | 56,1 | Perdono il Primo turno                                                                                           | Milwaukee 4, Chicago 1                                                                      |
| 2022-23                  | 40   | 42   | 48,8 | Vincono il Play-in Game 9-10 Perdono il Play-in Game 8-9                                                         | Chicago 1, Toronto 0 Miami 1, Chicago 0                                                     |
| 2023-24                  | 39   | 43   | 47,6 | Vincono il Play-in Game 9-10 Perdono il Play-in Game 8-9                                                         | Chicago 1, Atlanta 0 Miami 1, Chicago 0                                                     |
| 2024-25                  | 39   | 43   | 47,6 | Perdono il Play-in Game 9-10                                                                                     | Miami 1, Chicago 0                                                                          |
| Totale Stagione regolare | 2422 | 2340 | 50,9 | |                                                                                             |
| Playoffs                 | 187  | 162  | 53,6 | 6 Titoli NBA | 6 Titoli NBA                                                                                |
| Totale                   | 2609 | 2502 | 51,1 | |                                                                                             |

## Giocatori

### Membri della Basketball Hall of Fame
| Membri Chicago Bulls nella Basketball Hall of Fame | Membri Chicago Bulls nella Basketball Hall of Fame | Membri Chicago Bulls nella Basketball Hall of Fame | Membri Chicago Bulls nella Basketball Hall of Fame | Membri Chicago Bulls nella Basketball Hall of Fame |
| Giocatori                                          | Giocatori                                          | Giocatori                                          | Giocatori                                          | Giocatori                                          |
| Num.                                               | Nome                                               | Ruolo                                              | Stagione/i                                         | Introdotto                                         |
| -------------------------------------------------- | -------------------------------------------------- | -------------------------------------------------- | -------------------------------------------------- | -------------------------------------------------- |
| 42                                                 | Nate Thurmond                                      | C                                                  | 1974–1976                                          | 1985                                               |
| 8                                                  | George Gervin                                      | G/AP                                               | 1985–1986                                          | 1996                                               |
| 00                                                 | Robert Parish                                      | C                                                  | 1996–1997                                          | 2003                                               |
| 23 45                                              | Michael Jordan 1                                   | G                                                  | 1984–1993 1995–1998                                | 2009                                               |
| 33                                                 | Scottie Pippen 2                                   | AP                                                 | 1987–1998 2003–2004                                | 2010                                               |
| 53                                                 | Artis Gilmore                                      | C                                                  | 1976–1982 1987                                     | 2011                                               |
| 91                                                 | Dennis Rodman                                      | AP                                                 | 1995–1998                                          | 2011                                               |
| 25                                                 | Chet Walker                                        | AP                                                 | 1969–1975                                          | 2012                                               |
| 5                                                  | Guy Rodgers                                        | P                                                  | 1966–1967                                          | 2014                                               |
| 7                                                  | Toni Kukoč                                         | AP                                                 | 1993-2000                                          | 2021                                               |
| 3                                                  | Ben Wallace                                        | C                                                  | 2006-2008                                          | 2021                                               |
| 16                                                 | Pau Gasol                                          | AG/C                                               | 2014-2016                                          | 2023                                               |
| 3                                                  | Dwyane Wade                                        | G                                                  | 2016-2017                                          | 2023                                               |
| Allenatori                                         |                                                    |                                                    |                                                    |                                                    |
| Nome                                               | Nome                                               | Ruolo                                              | Stagione/i                                         | Introdotto                                         |
| Phil Jackson                                       | Phil Jackson                                       | Allenatore                                         | 1989–1998                                          | 2007                                               |
| 4                                                  | Jerry Sloan 3                                      | Allenatore                                         | 1979–1982                                          | 2009                                               |
| Tex Winter                                         | Tex Winter                                         | Assistente                                         | 1985–1999                                          | 2011                                               |
| Contributori                                       |                                                    |                                                    |                                                    |                                                    |
| Nome                                               | Nome                                               | Ruolo                                              | Stagione/i                                         | Introdotto                                         |
| Jerry Colangelo 4                                  | Jerry Colangelo 4                                  | –                                                  | 1968–1995                                          | 2004                                               |
| Jerry Reinsdorf                                    | Jerry Reinsdorf                                    | Proprietario                                       | 1985–presente                                      | 2016                                               |
| Jerry Krause                                       | Jerry Krause                                       | General Manager                                    | 1985–2003                                          | 2017                                               |
| Rod Thorn 5                                        | Rod Thorn 5                                        | General Manager                                    | 1978–1985                                          | 2018                                               |
| Larry Costello                                     | Larry Costello                                     | Allenatore                                         | 1978–1979                                          | 2022                                               |
| Del Harris                                         | Del Harris                                         | Assistente                                         | 2008–2009                                          | 2022                                               |
| Doug Collins                                       | Doug Collins                                       | Allenatore                                         | 1986–1989                                          | 2024                                               |

Note:
- 1 In totale, Jordan è stato introdotto nella Hall of Fame per due volte – come giocatore e come membro della Nazionale Olimpica USA 1992.
- 2 In totale, Pippen è stato introdotto nella Hall of Fame per due volte – come giocatore e come membro della Nazionale Olimpica USA 1992.
- 3 Introdotto come allenatore. Ha anche giocato per i Bulls (1966–1976).
- 4 Colangelo ha lavorato come direttore marketing, osservatore, e assistente del presidente della squadra.[33]
- 5 Ha anche allenato la squadra (1981–1982).

#### FIBA Hall of Fame
| Membri Chicago Bulls FIBA Hall of Fame | Membri Chicago Bulls FIBA Hall of Fame | Membri Chicago Bulls FIBA Hall of Fame | Membri Chicago Bulls FIBA Hall of Fame | Membri Chicago Bulls FIBA Hall of Fame |
| Giocatori                              | Giocatori                              | Giocatori                              | Giocatori                              | Giocatori                              |
| Num.                                   | Nome                                   | Ruolo                                  | Stagione/i                             | Introdotto                             |
| -------------------------------------- | -------------------------------------- | -------------------------------------- | -------------------------------------- | -------------------------------------- |
| 23 45                                  | Michael Jordan                         | G                                      | 1984–1993 1995–1998                    | 2015                                   |
| 7                                      | Toni Kukoč                             | A                                      | 1993–2000                              | 2017                                   |
| 33                                     | Scottie Pippen                         | AP                                     | 1987–1998 2003-2004                    | 2017                                   |

### Numeri ritirati
| Numeri ritirati Chicago Bulls |                |                                          |                                                                              |                  |
| Num.                          | Giocatore      | Ruolo                                    | Stagione/i                                                                   | Giorno ritiro    |
| 4                             | Jerry Sloan    | G/AP                                     | 1966–1976                                                                    | 17 febbraio 1978 |
| 10                            | Bob Love       | AG                                       | 1968–1976                                                                    | 14 gennaio 1994  |
| 23                            | Michael Jordan | G                                        | 1984–1993 1995–1998                                                          | 1º novembre 2003 |
| 33                            | Scottie Pippen | AP                                       | 1987–1998 2003–2004                                                          | 9 dicembre 2005  |
| —                             | Phil Jackson   | Allenatore                               | 1987–1989 (assistente) 1989–1998                                             | 5 maggio 1999    |
| —                             | Johnny Kerr    | Allenatore Business manager Telecronista | 1966–1968 (allenatore) 1973–1975 (business manager) 1977–2009 (telecronista) | 10 febbraio 2009 |
| —                             | Jerry Krause   | General manager                          | 1985–2003                                                                    | 31 ottobre 2003  |

### Selezione dell'NBA All-Star Game
- Guy Rodgers – 1967
- Jerry Sloan – 1967, 1969
- Bob Boozer – 1968
- Chet Walker – 1970, 1971, 1973, 1974
- Bob Love – 1971, 1972, 1973
- Norm Van Lier – 1974, 1976, 1977
- Artis Gilmore – 1978, 1979, 1981, 1982
- Reggie Theus – 1981, 1983
- Michael Jordan – 1985, 1986, 1987, 1988, 1989, 1990, 1991, 1992, 1993, 1996, 1997, 1998
- Scottie Pippen – 1990, 1992, 1993, 1994, 1995, 1996, 1997
- Phil Jackson – 1992, 1996 (coach)
- B.J. Armstrong – 1994
- Horace Grant – 1994
- Derrick Rose – 2010, 2011, 2012
- Luol Deng – 2012, 2013
- Tom Thibodeau – 2012 (coach)
- Joakim Noah – 2013, 2014
- Jimmy Butler – 2015, 2016, 2017
- Pau Gasol – 2015, 2016
- Zach LaVine - 2021, 2022
- DeMar DeRozan - 2022, 2023

## Allenatori
| Legenda | Legenda                                                      |
| ------- | ------------------------------------------------------------ |
| PA      | Partite allenate                                             |
| V       | Vittorie                                                     |
| S       | Sconfitte                                                    |
| V%      | Percentuale di vittorie                                      |
|         | Ha trascorso l'intera sua carriera da allenatore con i Bulls |
|         | Eletto nella Basketball Hall of Fame                         |

Note: Statistiche aggiornate a fine stagione 2023-2024.
| Chicago Bulls |                  |               |     |     |     |      |     |     |    |      | |        |
| 1             | Johnny Kerr      | 1966–1968     | 163 | 62  | 101 | .380 | 8   | 1   | 7  | .125 | 1966–67 Allenatore dell'anno NBA                                                                                            | [ 34 ] |
| 2             | Dick Motta       | 1968–1976     | 656 | 356 | 300 | .543 | 47  | 18  | 29 | .383 | 1970–71 Allenatore dell'anno NBA                                                                                            | [ 35 ] |
| 3             | Ed Badger        | 1976–1978     | 164 | 84  | 80  | .512 | 3   | 1   | 2  | .333 | | [ 36 ] |
| 4             | Larry Costello   | 1978–1979     | 56  | 20  | 36  | .357 | —   | —   | —  | —    | | [ 37 ] |
| 5             | Scotty Robertson | 1979          | 26  | 11  | 15  | .423 | —   | —   | —  | —    | | [ 38 ] |
| 6             | Jerry Sloan      | 1979–1982     | 215 | 94  | 121 | .437 | 6   | 2   | 4  | .333 | | [ 39 ] |
| 7             | Phil Johnson     | 1982          | 1   | 0   | 1   | .000 | —   | —   | —  | —    | | [ 40 ] |
| 8             | Rod Thorn        | 1982          | 30  | 15  | 15  | .500 | —   | —   | —  | —    | | [ 41 ] |
| 9             | Paul Westhead    | 1982–1983     | 82  | 28  | 54  | .341 | —   | —   | —  | —    | | [ 42 ] |
| 10            | Kevin Loughery   | 1983–1985     | 164 | 65  | 99  | .396 | 4   | 1   | 3  | .250 | | [ 43 ] |
| 11            | Stan Albeck      | 1985–1986     | 82  | 30  | 52  | .366 | 3   | 0   | 3  | .000 | | [ 44 ] |
| 12            | Doug Collins     | 1986–1989     | 246 | 137 | 109 | .557 | 30  | 13  | 17 | .433 | | [ 45 ] |
| 13            | Phil Jackson     | 1989–1998     | 738 | 545 | 193 | .738 | 152 | 111 | 41 | .730 | 1995–96 Allenatore dell'anno NBA 6 titoli NBA (1991, 1992, 1993, 1996, 1997, 1998) nella top 10 allenatori della storia NBA | [ 47 ] |
| 14            | Tim Floyd        | 1998–2001     | 239 | 49  | 190 | .205 | —   | —   | —  | —    | | [ 48 ] |
| 15            | Bill Berry       | 2001          | 2   | 0   | 2   | .000 | —   | —   | —  | —    | | [ 49 ] |
| 16            | Bill Cartwright  | 2001–2003     | 151 | 51  | 100 | .336 | —   | —   | —  | —    | | [ 50 ] |
| 17            | Pete Myers       | 2003          | 2   | 0   | 2   | .000 | —   | —   | —  | —    | | [ 51 ] |
| 18            | Scott Skiles     | 2003–2007     | 337 | 165 | 172 | .490 | 22  | 10  | 12 | .455 | | [ 52 ] |
| —             | Pete Myers       | 2007          | 1   | 0   | 1   | .000 | —   | —   | —  | —    | | [ 51 ] |
| 19            | Jim Boylan       | 2007–2008     | 56  | 24  | 32  | .429 | —   | —   | —  | —    | | [ 53 ] |
| 20            | Vinny Del Negro  | 2008–2010     | 164 | 82  | 82  | .500 | 12  | 4   | 8  | .333 | | [ 54 ] |
| 21            | Tom Thibodeau    | 2010–2015     | 394 | 255 | 139 | .647 | 51  | 23  | 28 | .451 | 2010–11 Allenatore dell'anno NBA                                                                                            | [ 55 ] |
| 22            | Fred Hoiberg     | 2015–2019     | 270 | 115 | 155 | .426 | 6   | 2   | 4  | .333 | | [ 56 ] |
| 23            | Jim Boylen       | 2018–2020     | 123 | 39  | 84  | .317 | —   | —   | —  | —    | | [ 57 ] |
| 24            | Billy Donovan    | 2020–presente | 317 | 156 | 162 | .491 | 5   | 1   | 4  | .200 | | [ 58 ] |

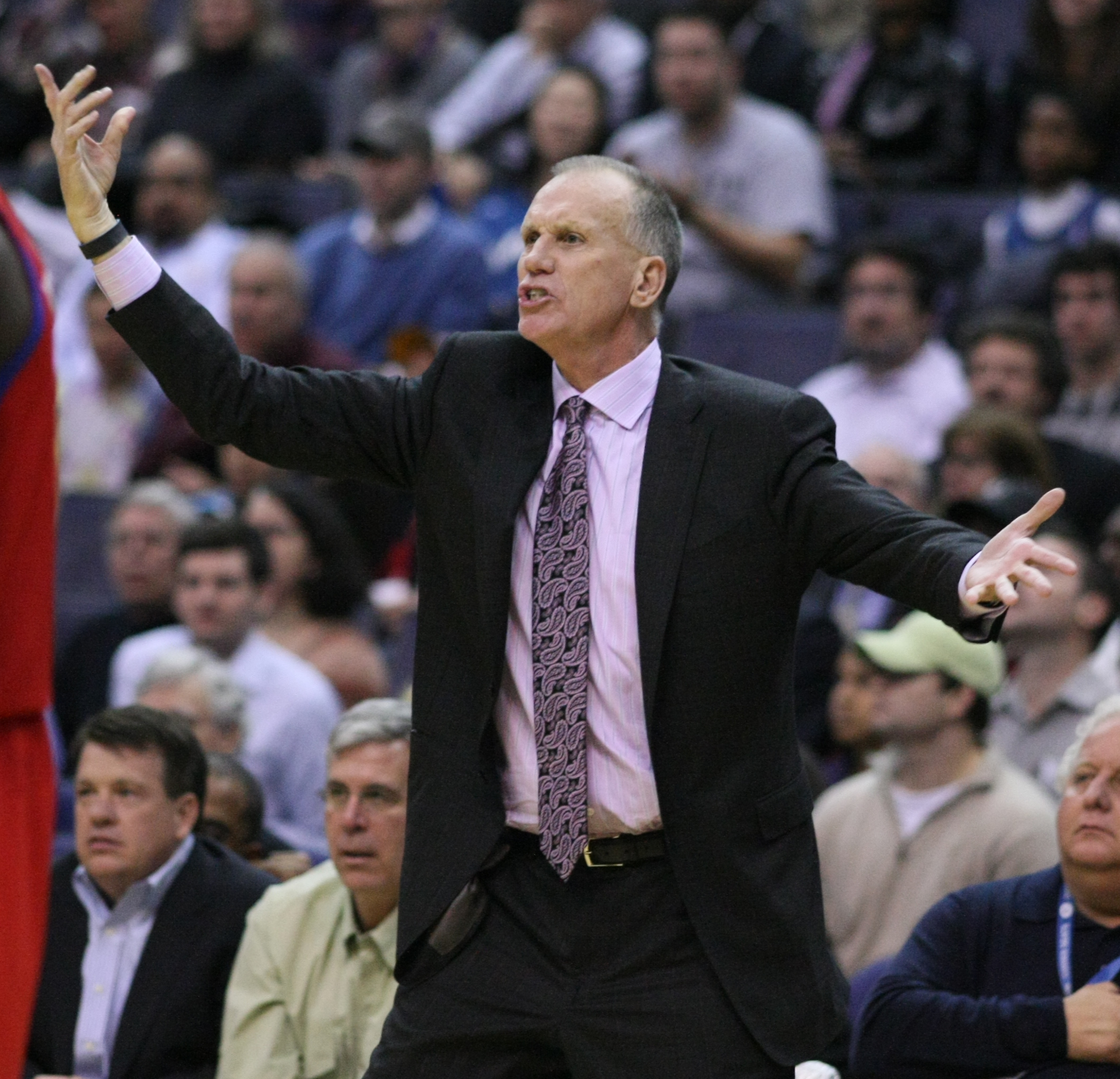
Doug Collins ha allenato i Bulls dal 1986 al 1989.
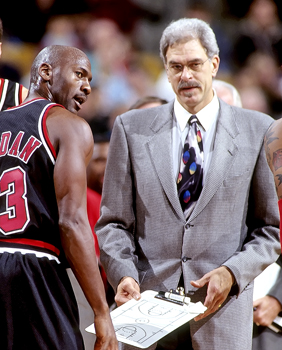
Phil Jackson ha vinto 6 titoli NBA con i Bulls dal 1991 al 1998.
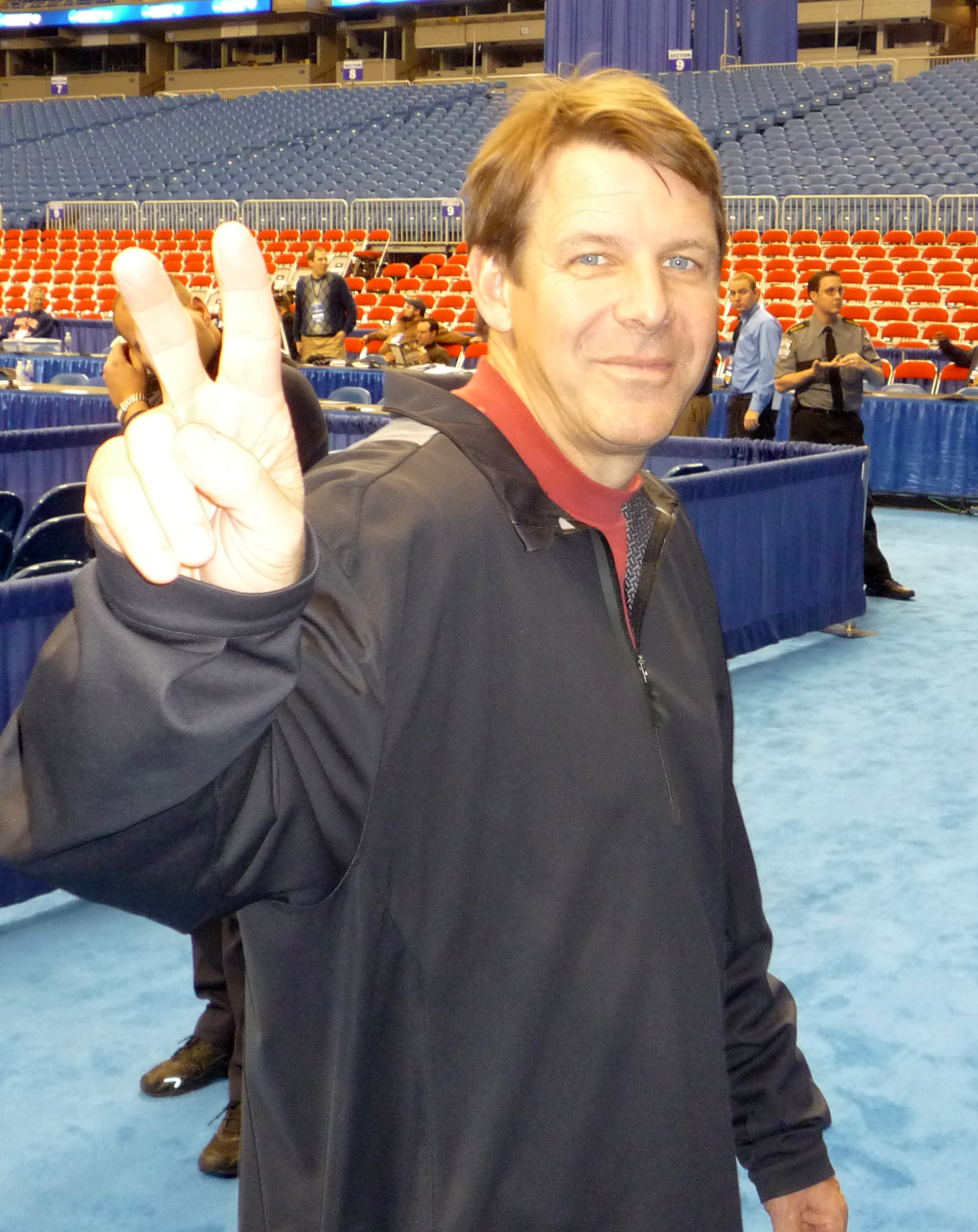
Tim Floyd ha allenato i Bulls per quattro stagioni con un record totale 49-190 con la squadra.
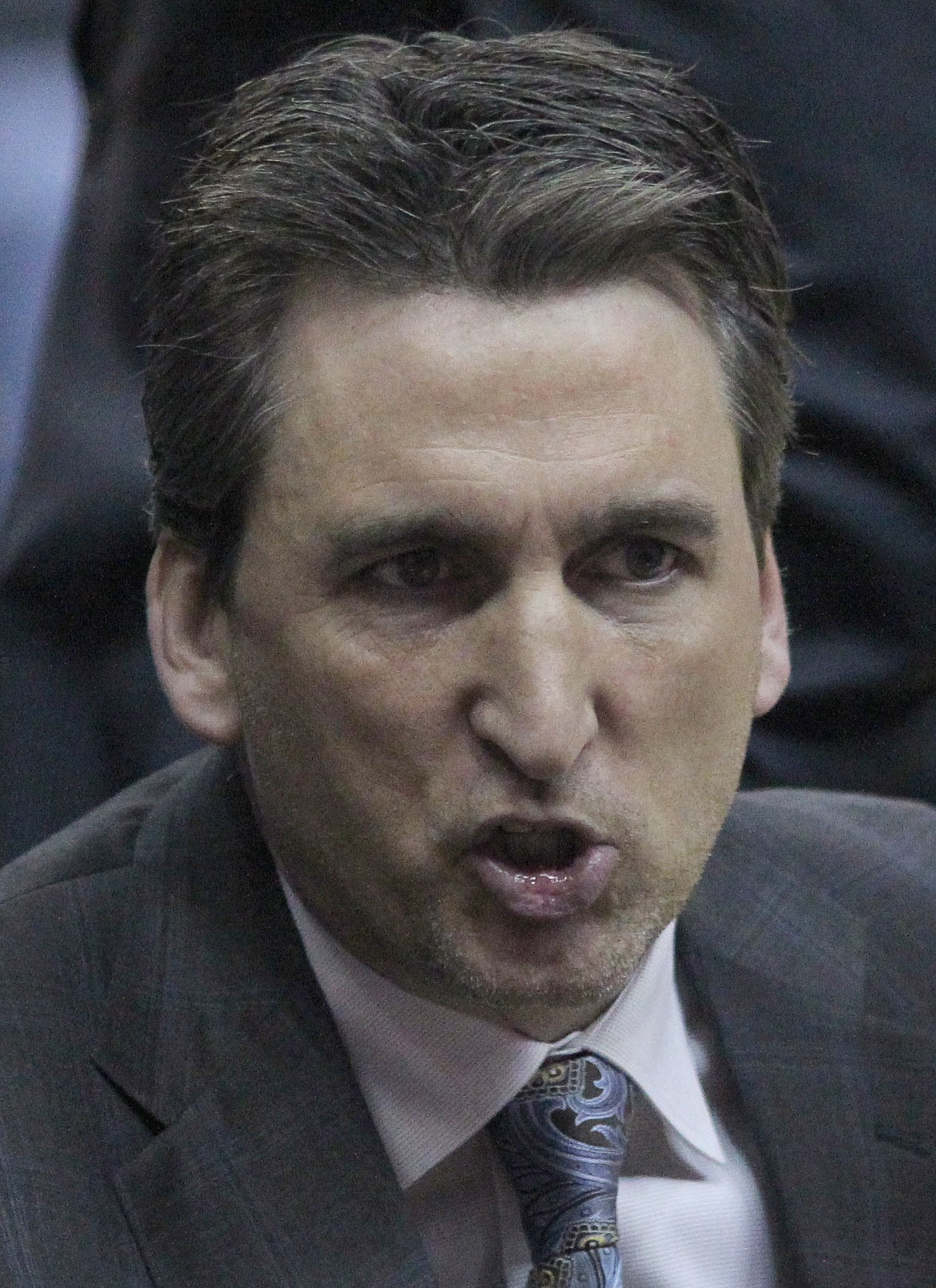
Vinny Del Negro ha allenato i Bulls portandoli ai playoff nei due anni come allenatore della squadra.
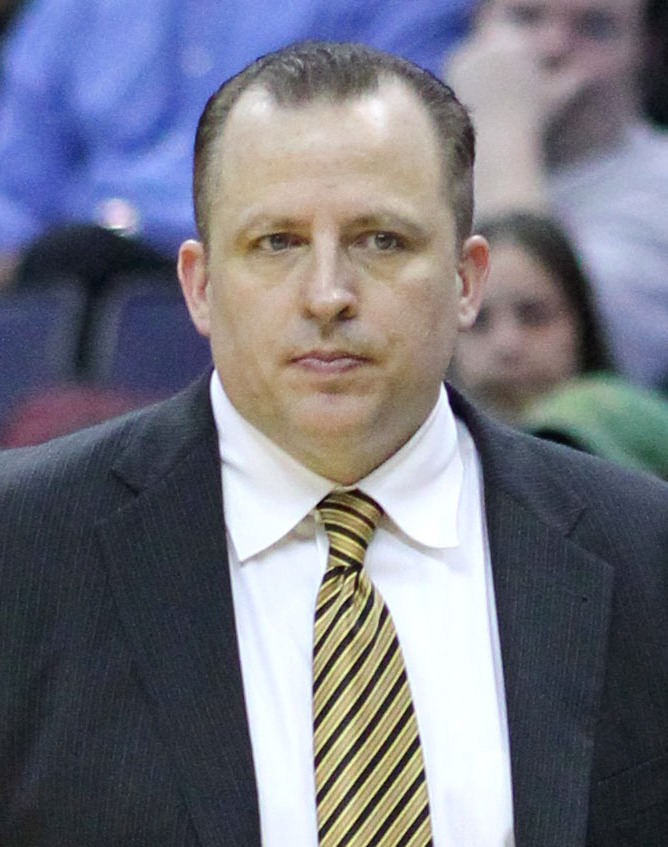
Tom Thibodeau ha allenato i Bulls dal 2010 al 2015.

## Palmarès
| Palmarès Chicago Bulls |        |                                                                                                   |
|                        | Titoli | Anni                                                                                              |
| Titoli NBA             | 6      | 1991, 1992, 1993, 1996, 1997, 1998                                                                |
| Titoli di Conference   | 6      | 1991, 1992, 1993, 1996, 1997, 1998,                                                               |
| Titoli di Division     | 9      | 1974-1975, 1990-1991, 1991-1992, 1992-1993, 1995-1996, 1996-1997, 1997-1998, 2010-2011, 2011-2012 |

## Premi e riconoscimenti individuali
NBA Most Valuable Player Award
- Michael Jordan – 1988, 1991, 1992, 1996, 1998
- Derrick Rose – 2011

NBA Defensive Player of the Year Award
- Michael Jordan – 1988
- Joakim Noah - 2014

NBA Most Improved Player Award
- Jimmy Butler - 2015

NBA Rookie of the Year Award
- Michael Jordan – 1985
- Elton Brand – 2000 (co-rookie)
- Derrick Rose – 2009

NBA Sixth Man of the Year Award
- Toni Kukoč – 1996
- Ben Gordon – 2005

Bill Russell NBA Finals Most Valuable Player Award
- Michael Jordan – 1991, 1992, 1993, 1996, 1997, 1998

NBA All-Star Game Most Valuable Player Award
- Michael Jordan – 1988, 1996, 1998
- Scottie Pippen – 1994

NBA Sportsmanship Award
- Luol Deng – 2007

NBA Coach of the Year Award
- Red Kerr – 1967
- Dick Motta – 1971
- Phil Jackson – 1996
- Tom Thibodeau – 2011

NBA Executive of the Year Award
- Jerry Krause – 1988, 1996
- Gar Forman - 2011

All-NBA First Team
- Michael Jordan – 1987, 1988, 1989, 1990, 1991, 1992, 1993, 1996, 1997, 1998
- Scottie Pippen – 1994, 1995, 1996
- Derrick Rose - 2011
- Joakim Noah - 2014

All-NBA Second Team
- Bob Love – 1971, 1972
- Norm Van Lier – 1974
- Michael Jordan – 1985
- Scottie Pippen – 1992, 1997
- Pau Gasol - 2015
- Demar Derozan - 2022

All-NBA Third Team
- Scottie Pippen – 1993, 1998
- Jimmy Butler – 2017

NBA All-Defensive First Team (record)
- Jerry Sloan – 1969, 1972, 1974, 1975
- Norm Van Lier – 1974, 1976, 1977
- Michael Jordan – 1988, 1989, 1990, 1991, 1992, 1993, 1996, 1997, 1998
- Scottie Pippen – 1992, 1993, 1994, 1995, 1996, 1997, 1998
- Dennis Rodman – 1996
- Joakim Noah - 2013, 2014
- Alex Caruso - 2023

NBA All-Defensive Second Team
- Jerry Sloan – 1970, 1971
- Norm Van Lier – 1972, 1973, 1975, 1978
- Bob Love – 1972, 1974, 1975
- Artis Gilmore – 1978
- Scottie Pippen – 1991
- Horace Grant – 1993, 1994
- Kirk Hinrich – 2007
- Ben Wallace – 2007
- Joakim Noah - 2011
- Luol Deng - 2012
- Jimmy Butler - 2014, 2015, 2016
- Alex Caruso - 2024

NBA Rookie First Team
- Erwin Mueller – 1967
- Clifford Ray – 1972
- Scott May- 1977
- Reggie Theus – 1979
- David Greenwood – 1980
- Quintin Dailey – 1983
- Michael Jordan – 1985
- Charles Oakley – 1986
- Elton Brand – 2000
- Kirk Hinrich – 2004
- Luol Deng – 2005
- Ben Gordon – 2005
- Derrick Rose – 2009
- Taj Gibson – 2010
- Nikola Mirotić – 2015
- Lauri Markkanen – 2018

NBA Rookie Second Team
- Stacey King – 1990
- Toni Kukoč – 1994
- Ron Artest – 2000
- Marcus Fizer – 2001
- Jay Williams – 2003
- Tyrus Thomas – 2007
- Coby White – 2020
- Patrick Williams – 2022
- Ayo Dosunmu – 2022
- Matas Buzelis – 2025

NBA Slam Dunk Contest
- Michael Jordan - 1987, 1988

NBA Three-point Shootout
- Craig Hodges - 1990, 1991, 1992
- Steve Kerr - 1997

NBA Skills Challenge
- Derrick Rose - 2009

## Leader di franchigia
Maiuscolo: giocatore ancora attivo ai Bulls.
Corsivo: giocatore ancora attivo, non con i Bulls.
Punti segnati (regular season) aggiornato al 2 maggio 2024 
- 1. Michael Jordan (29.277)
- 2. Scottie Pippen (15.123)
- 3. Bob Love (12.623)
- 4. Luol Deng (10.286)
- 5. Jerry Sloan (10.233)
- 6. Chet Walker (9.788)
- 7. Artis Gilmore (9.288)
- 8. Zach LaVine (9.049)
- 9. Kirk Hinrich (8.536)
- 10. Reggie Theus (8.279)

- 11. Derrick Rose (8.001)
- 12. Ben Gordon (7.372)
- 13. Horace Grant (6.866)
- 14. Norm Van Lier (6.505)
- 15. Jimmy Butler (6.208)
- 16. Toni Kukoč (6.148)
- 17. Orlando Woolridge (6.146)
- 18. DeMar DeRozan (5.831)
- 19. Dave Greenwood (5.824)
- 20. B.J. Armstrong (5.553)

- 21. Mickey Johnson (5.531)
- 22. Dave Corzine (5.457)
- 23. Joakim Noah (5.325)
- 24. Taj Gibson (5.280)
- 25. John Paxson (4.932)
- 26. Coby White (4.896)
- 27. Bob Boozer (4.807)
- 28. Nikola Vucevic (4.664)
- 29. Tom Boerwinkle (4.596)
- 30. Quintin Dailey (4.473)

Altre statistiche (regular season) aggiornate al 2 maggio 2024
| Minuti giocati | Minuti giocati |
| Giocatore      | Minuti         |
| -------------- | -------------- |
| Michael Jordan | 35.887         |
| Scottie Pippen | 30.269         |
| Jerry Sloan    | 24.798         |
| Kirk Hinrich   | 23.545         |
| Luol Deng      | 22.882         |
| Bob Love       | 22.073         |
| Norm Van Lier  | 19.122         |
| Horace Grant   | 18.204         |
| Joakim Noah    | 16.848         |
| Artis Gilmore  | 16.777         |

| Rimbalzi presi | Rimbalzi presi |
| Giocatore      | Rimbalzi       |
| -------------- | -------------- |
| Michael Jordan | 5.836          |
| Tom Boerwinkle | 5.745          |
| Scottie Pippen | 5.726          |
| Joakim Noah    | 5.387          |
| Jerry Sloan    | 5.385          |
| Artis Gilmore  | 5.342          |
| Horace Grant   | 4.721          |
| Dave Greenwood | 4.222          |
| Luol Deng      | 4.078          |
| Bob Love       | 3.998          |

| Assist effettuati | Assist effettuati |
| Giocatore         | Assist            |
| ----------------- | ----------------- |
| Michael Jordan    | 5.012             |
| Scottie Pippen    | 4.494             |
| Kirk Hinrich      | 3.811             |
| Norm Van Lier     | 3.676             |
| Derrick Rose      | 2.516             |
| Reggie Theus      | 2.472             |
| John Paxson       | 2.394             |
| Bob Weiss         | 2.008             |
| Tom Boerwinkle    | 2007              |
| Toni Kukoč        | 1.840             |

| Palle recuperate | Palle recuperate |
| Giocatore        | Recuperi         |
| ---------------- | ---------------- |
| Michael Jordan   | 2.306            |
| Scottie Pippen   | 1.792            |
| Kirk Hinrich     | 857              |
| Norm Van Lier    | 724              |
| Luol Deng        | 639              |
| Horace Grant     | 587              |
| Jimmy Butler     | 583              |
| Reggie Theus     | 580              |
| Joakim Noah      | 481              |
| Toni Kukoč       | 476              |

| Stoppate effettuate | Stoppate effettuate |
| Giocatore           | Stoppate            |
| ------------------- | ------------------- |
| Artis Gilmore       | 1.029               |
| Michael Jordan      | 828                 |
| Joakim Noah         | 803                 |
| Scottie Pippen      | 774                 |
| Taj Gibson          | 696                 |
| Horace Grant        | 579                 |
| Dave Corzine        | 573                 |
| Dave Greenwood      | 526                 |
| Tyson Chandler      | 487                 |
| Luol Deng           | 360                 |

| Tiri da 3 realizzati | Tiri da 3 realizzati |
| Giocatore            | Triple               |
| -------------------- | -------------------- |
| Kirk Hinrich         | 1.049                |
| Zach LaVine          | 994                  |
| Ben Gordon           | 770                  |
| Coby White           | 769                  |
| Scottie Pippen       | 664                  |
| Michael Jordan       | 555                  |
| Lauri Markkanen      | 493                  |
| Nikola Mirotić       | 432                  |
| Steve Kerr           | 430                  |
| Andrés Nocioni       | 403                  |